# 세월호 침몰 사고의 반응
세월호 침몰 사고의 반응은 사고가 일어나고 각계각층의 반응을 문서화한 것이다.
2014년 4월 16일 진도 앞바다에서 여객선 세월호가 침몰하였고 사고가 일어난 직후 사고가 일어난 안산시와 진도군을 비롯한 대한민국 각계는 물론 해외에서도 이번 사고와 관련한 반응들이 쏟아졌다.
본 문서에서는 세월호 침몰 사고 이후 언론의 취재 등과 발표를 근거로 세월호 침몰 사고와 관련한 국내외의 각종 반응을 정리한다.

## 대한민국의 반응

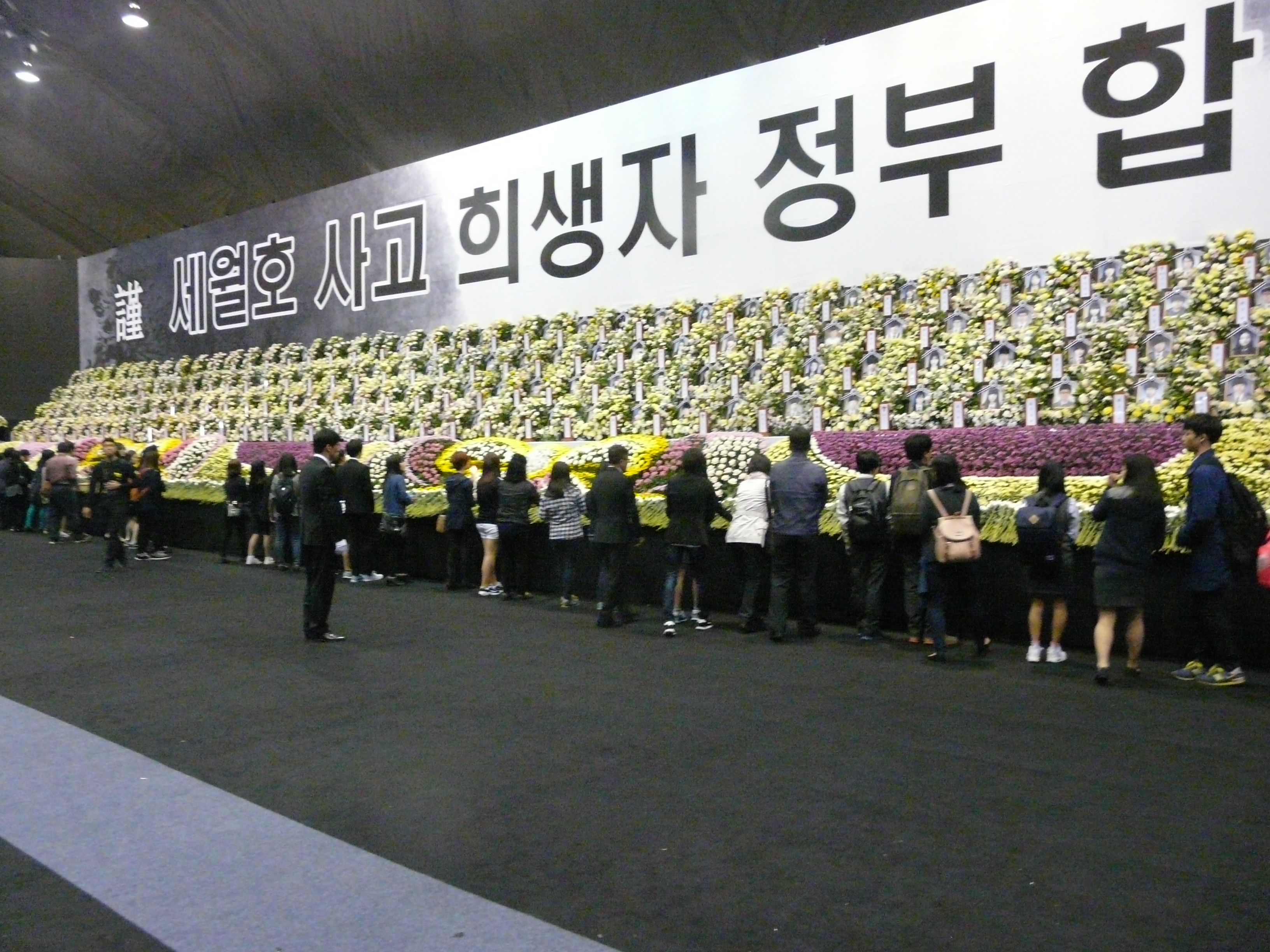
2014년 5월 1일, 안산의 합동분향소 모습.

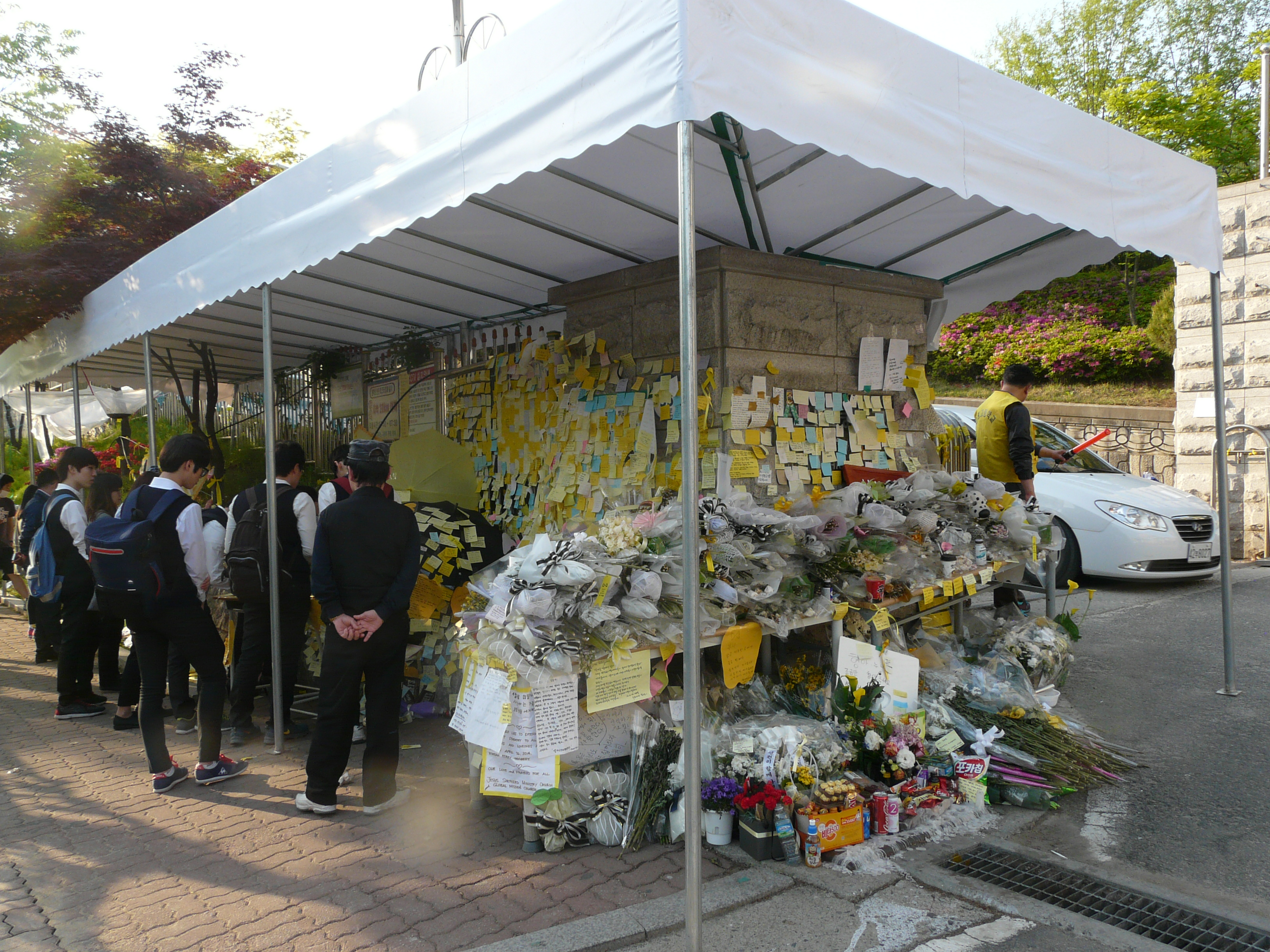
2014년 5월 1일, 안산 단원고등학교 앞의 모습.

### 중앙정부
대한민국의 박근혜 대통령은 4월 16일 13시에 중앙재난안전대책본부를 긴급 방문하여 10여 분간 침몰 사고에 대한 보고를 받고 "일몰까지 시간이 없다. 한 사람이라도 더 구하기 위해 최선을 다해야 한다"며 구조에 최선을 다할 것을 지시했다. 이어 박근혜 대통령은 17일 오후1시 경 전남 진도군 진도읍 실내체육관에 방문했다. 실종자 가족들이 구조 미흡을 언급하며, 오열·호소하자 "마지막 한 분까지 구조될 수 있도록 최선을 다하겠다", "오늘 이 자리에서 지키겠다고 한 약속이 지켜지지 않으면 여기 있는 사람들 책임지고 물러나야 합니다." 등의 말을 남겼다.
박근혜 대통령은 참사 34일째인 5월 19일 청와대 춘추관에서 발표한 담화에서 "수사와 정보 기능은 경찰청으로 넘기고 해양 구조, 구난과 해양경비 분야는 신설하는 국가안전처로 넘겨 해양 안전의 전문성과 책임을 대폭 강화하겠다"며 이같이 말했다. 또 "국민안전을 최종 책임져야 할 안전행정부도 제 역할을 다하지 못했다"며 "안행부의 핵심기능인 안전과 인사, 조직 기능을 분리해 안전업무는 국가안전처로 넘겨 통합하고 인사조직 기능도 신설되는 총리 소속의 행정혁신처로 이관하겠다"고 말했다.
6월 17일 정부는 중앙재난안전대책본부 회의를 열고 민간 잠수사에게 지급할 수난구호비용 지급방안을 심의 의결했다. 잠수사 수난구호비용은 위험한 환경에서 장기간 작업을 고려해 세금을 포함 1일 98만원으로 책정됐으며 해양경찰청 자체 예산으로 즉시 지급할 방침이다. 안전행정부는 "사고 수습이 장기화 됨에 따라 현장에서 활동 중인 민간 잠수사의 생계안정을 위해 구호비용을 즉시 지급하기로 했다. 어려운 여건에서 생업을 포기한 채 구조·수색작업에 참여한 민간 잠수사의 생계유지에 도움이 되기를 기대한다"고 했다. 98만원이라는 금액은 기본 일당 68만원에 시간 외 수당, 위험수당 등을 합산한 금액이며, 과거 유사사례가 없어 국제구난협회 기준 단가에 전문가 자문 등을 거쳐 금액을 책정했다는 게 정부측의 설명이다. 우선 사고 다음날이자 민간 잠수사가 투입된 첫날인 4월 17일부터 5월 31일까지의 일당부터 바로 지급될 예정이다. 실제 작업을 한 날은 물론, 사고 해역에 나갔다가 기상악화로 잠수하지 못한 날도 지급대상에 포함했다. 안전행정부 관계자는 지급이 늦어진 이유에 대해 "과거 사례가 없어 금액 책정을 위한 논의가 필요했고, 근무 일지 등을 확인하는 절차에 시간이 걸렸다"고 밝혔다. 지금까지 구조작업에 투입된 민간잠수사는 약 100여 명으로 이들에게 지급될 수당은 약 13억원가량으로 전해진다.

### 정홍원 국무총리
정홍원 국무총리는 사고 다음날인 4월 17일 새벽 전남 진도 해상의 여객선 침몰사고 대책본부가 꾸려진 진도 실내체육관을 찾아 구조를 애타게 기다리는 여객선 탑승자 가족과 만났다. 중국과 파키스탄 순방을 마치고 전날 밤 10시께 전남 무안국제공항으로 귀국한 정 총리는 곧바로 목포의 서해지방해양경찰청에서 긴급 사고대책 관계장관회의를 마치자마자 곧바로 대책본부로 이동했다. 그러나 정 총리가 체육관으로 입장하자 정부의 대처 방식과 구조 지연 등에 불만을 토로하는 가족들의 거센 항의가 이어졌다. 체육관 안을 둘러보며 가족들에게 둘러싸인 채 계속 항의를 듣던 정 총리는 체육관 밖으로 나가려는 과정에서 이를 저지하는 가족들로부터 잠시 저항을 받았고, 2∼3명이 뿌린 생수를 맞아 머리와 어깨가 젖기도 했다. 사고대책본부에서 10여분간 머무른 뒤 자리를 옮긴 정 총리는 일단 서울로 돌아와 계속 구조활동을 지휘하기로 했다. 앞서 정 총리는 서해해경청에서 열린 회의에서 "후진국에서나 있을 수 있는 일이 우리나라에서 일어났는데 정말 안타깝고 괴롭다. 무한 책임을 느낀다"면서 "(구조 활동을) 날 샐 때까지 기다릴 게 아니라 바로 즉각 시행해라"고 관계부처에 지시했다.
정홍원 국무총리가 박근혜 대통령의 사의 반려로 유임이 결정된 다음날인 6월 27일 참사 현장을 찾았다. 정 총리는 이날 오후 3시께 진도군청에 마련된 범정부사고대책본부를 찾아 본부장인 이주영 해양수산부 장관 등으로부터 그동안의 사고 수습 과정을 보고받았다고 총리실은 밝혔다. 정 총리는 이어 진도 실내체육관과 현장 상황실이 설치된 진도항(팽목항)을 찾아 사고 발생 이후 두 달이 넘도록 가족을 찾지 못해 애를 태우는 실종자 가족들을 위로했다. 정 총리의 이날 사고 현장 방문은 사고 당일인 지난 4월 17일 새벽 중국·파키스탄 순방에서 귀국하자마자 처음 방문한 이래 9번째이며, 지난 4월 27일 사의를 표명한 뒤에도 시간이 날 때마다 최소 보좌 인력만 대동한 채 진도를 찾아 사고 수습에 힘쓰면서 실종자 및 희생자 가족을 위로해왔다. 그러다 보니 방문 첫날 '물세례'를 받는 등 곤욕을 치르기도 했던 정 총리는 이제는 실종자 가족들로부터 비교적 좋은 평가를 받고 있다는 후문이다. 정 총리가 유임이 결정된 이후 첫 외부 행보로 진도 방문을 선택한 것은 앞으로도 변함없이 사고 수습에 최선을 다하겠다는 의지의 표현이라는 게 총리실의 설명이다.
정홍원 국무총리가 6월 28일 오전 참사 희생자를 추모하기 위한 경기도 안산 화랑유원지의 정부 공식 합동분향소를 찾았다. 정 총리는 희생자 영정 앞에서 헌화와 분향, 묵념 등으로 조문한 뒤 세월호 사고 희생자·실종자·생존자 가족대책위원회 관계자들을 만났다. 정 총리는 이 자리에서 "실종자를 찾는데 최우선 전력을 기울일 것이고, 4월 16일(사고 발생일)을 영원히 기억하는 날이 되게 해서 국가 대개조와 변화를 이뤄내겠다"고 약속했다. 이에 가족대책위 전명선 부위원장은 "어제 진도에서 실종자 가족에게 하신 말씀 잘 들었다. 그대로 해주시라. 그 말씀이 저희 가족들이 바라는 것"이라고 말했다고 총리실 관계자가 전했다. 그동안 '시한부 총리'로서 제한적으로 활동해온 정 총리는 박근혜 대통령으로부터 사의가 반려되면서 유임이 결정된 이후 쉼없이 일정을 소화하고 있으며, 특히 유임 이튿날인 6월 27일 참사 현장인 진도를 찾아 관계자들을 격려하는 한편 두달 넘도록 시신을 찾지 못하고 애를 태우는 실종자 가족들과 만나 '눈물의 위로'를 전한데 이어 이날까지 이틀 연속 '위로 행보'를 이어갔다. 정 총리는 유임 발표 이후 "세월호 사고 수습 과정을 쭉 지켜보면서 관료 사회를 포함해 사회에 퍼져 있는 부조리나 비정상적인 것들이 참 많다는 것을 제대로 파악했으니 누구보다 제대로 개혁작업을 주도할 수 있을 것"이라고 보좌진에게 수차례 얘기했다고 한다.

### 침몰사고 진상규명 국정조사 특별위원회
세월호 사고 희생자·실종자·생존자 가족 대책위원회(대책위)는 5월 28일 여야에 세월호 사고 진상 규명을 위한 국정조사를 즉각적으로 가동해 철저한 진상 규명에 나서라고 촉구했다.
여야는 다음날인 5월 29일 밤 국회 본회의를 열어 세월호 침몰사고 진상규명을 위한 국정조사계획서를 재석의원 226명 가운데 찬성 224명, 기권 2명으로 통과시켰다. 국조 활동은 본회의 의결이 있으면 연장도 가능하다. 여야 협의과정에서 최대 걸림돌이었던 김기춘 청와대 비서실장의 증인 포함 문제와 관련, 조사대상기관에 '청와대 비서실'을 적시하고 '기관보고는 각 기관의 장(長)이 보고한다'고 명시했다.
침몰사고의 진상 규명을 위한 국정조사특별위원회가 6월 2일 가동을 시작했으나, 첫 일정으로 예정됐던 진도 팽목항 방문이 여, 야, 가족대책위 간 소통 혼선으로 어긋나면서 혼란스러운 모습을 보였다. 6월 5일에서야 진도항(팽목항)을 방문한 여야 의원들은 허술한 시신 유실 대비책을 비판했다.
6·4 지방선거 이후 공동선언문까지 내며 속도를 낼 듯했던 특별위원회가 6월 9일엔 기관 보고 일정을 놓고 여야가 실랑이를 벌였다. 특위의 새누리당 간사인 조원진 의원과 새정치민주연합 간사인 김현미 의원은 이날 국정조사 대상 기관 보고 등 일정을 논의했으나, 10여분 만에 회동이 결렬됐다. 월드컵이 끝난 다음달 중순부터 기관 보고를 받자는 새정치민주연합과 7·30 재보선 선거운동이 시작되기 이전인 6월 안에 기관 보고를 마치자는 새누리당의 주장이 부딪쳤기 때문이다.
6월 18일, 국정조사 특별위원장인 새누리당 심재철 의원이 국조 기관보고를 오는 23일부터 시작하겠다고 밝혔다. 이는 오는 30일부터 기관보고를 받겠다는 새정치민주연합의 방침과 어긋난 것으로, 야당이 참여하지 않더라도 단독으로 국조 기관보고 청취를 강행하겠다는 의미이다.
세월호 국조특위 여당 간사인 조원진 새누리당 의원과 간사인 김현미 새정치민주연합 의원은 6월 20일 국회에서 1시간가량 회동을 갖고 오는 26일부터 다음달 7일까지 기관보고를 받기로 합의했다. 아울러 여야는 각 기관별 보고일정과 참석자 명단을 이날 추가 협의를 통해 확정키로 했으며 23일 세월호 국조특위 전체회의를 열어 합의 내용과 일정을 의결할 예정이다.
6월 25일, 아직 국정조사 기관보고 일정조차 합의하지 못해 활동 기간 20여 일을 그냥 흘려보낸 특위 여야 위원들이 현장조사 일정도 정당별로 따로 진행해 앞으로의 특위 활동에도 난항이 예상된다. 먼저 새누리당 소속 심재철 특위 위원장과 조원진 간사를 비롯한 여당 특위 위원 9명은 이날 인천항연안여객터미널을 찾아 승선권 발권과 개찰 현황 등을 확인했다. 터미널 내 한국해운조합 인천지부와 인천 해상교통관제센터(VTS), 인천해양경찰서도 방문해 여객선 안전 관리와 세월호 출항 당일 상황, 세월호 운항관리규정 등을 점검했다. 세월호에 견주어 크기와 구조가 비슷해 '쌍둥이배'라 불리는 오하마나호에도 탑승해 내부 구조와 화물 고박 시설, 비상구 현황 등을 둘러봤다.
새정치민주연합 김현미 간사를 비롯한 야당 위원들은 지난 19일 오하마나호를 살펴본 데 이어 이날 목포·진도를 찾아 2차 현장조사를 벌였다. 이들은 우선 목포 해경에 들러 관계자로부터 초동 조처 상황 등을 보고 받은 뒤 국내 모든 선박 정보를 볼 수 있는 시스템을 갖춘 해군 3함대 사령부를 찾아 사고 전후 상황을 확인했다. 진도 VTS에서는 세월호 관제의 적정성과 교신내용 편집 의혹 등을 조사했다.
특위 소속 새누리당 의원들이 6월 27일 진도와 제주항에서 현장조사를 벌였다. 심재철 위원장을 비롯한 4명의 의원들은 진도 해상교통관제센터(VTS)를 방문해 사고 당시 통신녹음 내용 등을 청취하며 현황을 조사한 후 진도 실내체육관을 방문해 실종자 가족들을 면담했다. 경대수 의원을 비롯한 나머지 의원들도 제주도를 방문, 한국해운조합 제주지부 운항관리실에서 사고 전후 여객선 안전관리 현황 등을 보고받았다. 의원들은 현장 방문에서 VTS 근무 당시 내부 CC(폐쇄회로)TV가 작동하지 않은 이유 등을 따져 물었고, 선박 안전관리 실태 등도 점검했다.
한편 이날 방문에서 심재철 위원장은 진도군 실내체육관에서 실종자 가족들과 가진 간담회 자리에서 "기관보고를 진도 현지에서 해달라"는 요구를 받고 "여야 간 간사협의를 해서 진도에서 할 수 있도록 협의하겠다. 형식적으로 여야 합의절차가 있어야 하고 의결절차도 있어야 한다"고 말했다. 실종자 가족들은 기관보고가 여의도 국회의사당에서 진행될 경우 현장에서 수색을 지휘하는 이주영 해양수산부 장관과 김석균 해경청장 등이 자리를 비워 수색에 차질이 빚어질 수 있기 때문에 기관보고 장소를 진도 현지로 변경해 줄 것을 요구해 왔다.
특위는 6월 30일 여의도 국회의사당에서 안전행정부, 국방부, 전라남도, 전남 진도군을 대상으로 첫 기관보고를 받고 안행부를 중심으로 구성된 중앙재난안전대책본부가 재난 컨트롤타워로서 제 역할을 못했다는 점을 추궁했다.
새누리당 권성동 의원은 "사고 직후 10개가 넘는 대책본부가 만들어졌는데 정보공유 및 조율이 전혀 되지 않았다"면서 "안행부 장관은 사고보고 직후 '대형참사로 보기 어렵다'고 말했다"고 비판했다. 새정치민주연합 간사인 김현미 의원은 "사고 당일 해군의 헬리콥터가 구조장비와 인력 없이 정비사만 태우고 가는 바람에 단 한명도 구조하지 못했다"며 "특히 해경 구조대와의 거리가 고작 1km가량이었음에도 태우고 가지 않았다"고 비판했고, 김현 의원은 "군은 가용병력과 장비를 수색작전에 총동원한 것처럼 설명했지만, 막상 참사 당일 투입된 군의 해난구조 잠수 장비는 스킨스쿠버 장비 40세트에 불과했다"고 지적했다. 정의당 정진후 의원은 "긴박한 상황에 안행부 장관은 졸업식에 참석하고 골든타임이 지나갔다"며 "수백명의 목숨이 위기에 놓였는데 신속한 사고파악도, 대응도 하지 않았다. (안행부 장관에 대한) 형사 처벌도 필요한 것 아니냐"고 비판했다.
새정치민주연합 우원식 의원이 바지선 위에서 잠수사들에게 호흡 공기를 공급하는 방식인 '표면공급 잠수방식'에 대해 질문하자 강병규 장관이 "기술적으로 세세한 부분은 숙지하지 못했다. 모른다"고 답한 것에 대해서도 의원들의 비판이 이어졌다. 한편 안행부의 재난 관련 전문성 부족에 대한 지적이 나오자 강 장관은 "재난·안전 분야는 3D(더럽고 힘들고 위험한) 분야라서, 전문인력 충원에 어려움을 겪고 있다"고 말했다. 그러나 새누리당 권성동 의원은 "공무원을 하고 싶어 하는 사람들이 줄을 서 있는다. 핑계에 불과하다"며 "순환보직 인사 관행을 개선해야 한다"고 촉구했다. 이날 회의에는 특위가 요청한 39명 중 37명의 증인이 출석했으며, 김관진 국방장관은 오후 이임식 참석을 위해 오전에만 자리를 지켰다. 참사 희생자·실종자·생존자 가족대책위원회 소속 희생자 가족들도 방청석에서 기관보고를 지켜봤다. 한편, 세월호를 부양하기 위해 사용된 것으로 알려진 '리프트백'은 사실 부양 역할이 아니라 부표 역할로 활용했다고 백승주 국방부 차관이 밝혔다.
특위 소속 여야 의원들은 7월 1일 해양수산부와 해양경찰청 등에 대한 기관보고에서 총체적인 해운관련 업무에 대한 부실 관리를 한 목소리로 질타했다. 또, 여야 의원들은 회의 초반 재발방지 대책에 대한 보고 여부를 놓고 막말 승강이를 주고받았다.
새누리당 신의진 의원은 "세월호 침몰 당시 설치된 구명뗏목(구명정) 44개 중 1개를 제외하고는 모두 작동불능 상태였고, 이로 인해 검사를 담당한 한국해양안전설비의 부실검사가 드러났다"면서 해당업체가 우수사업장으로 선정된 과정의 문제를 지적했다. 윤재옥 의원은 "증설 허가를 받으려면 새롭게 면허 신청을 하면서 운송수입률이 25% 이상이어야 하는데, 해수부 담당 공무원이 뇌물을 받고 기준을 충족하지도 않는 세월호에 운송허가를 내준 것"이라고 지적했다. 김명연 의원은 한국선급의 보고자료에서 세월호 과적 내용을 제대로 보고하지 않은 것과 관련, "과적 때문에 사고가 났는데 운항 관리자가 허위 보고한 것을 국회까지 와서 그대로 보고하느냐"며 비판했다.
새정치민주연합 김현 의원은 "5월 21일부터 6월 5일까지 어떻게 단 한 명도 구조를 못할 수가 있느냐"며 따져 물었고, 부좌현 의원은 "제주 해상교통관제센터(VTS)가 사고신고를 받고도 진도 VTS와 교신하기는커녕 상황전파를 방기했다"면서 "제주 해경에 상황전파 시에는 상황의 심각성을 전달하지 못했다"고 비판했다. 우원식 의원은 세월호 항적도 복원 과정의 문제점을 거론하면서 "저장기록 시스템 고장으로 10일 뒤에 항적도가 나와 세월호 급변침에 대한 오해를 불러왔다"면서 "제가 보기엔 사고 이후에 변침이 발생했고, 급속한 변침에 의한 사고라고 하기에는 아무 증거가 없다"고 주장했다. 김현미 의원은 "해수부 장관은 정부 해양사고 위기 대응 매뉴얼을 보면 수습본부장이고, 수습을 얼마나 잘했느냐는 관점에서 진퇴를 결정해야 한다"면서 "다른 공직자에 비해 진정성을 보여준 면을 평가할 수 있으나 그게 사고 수습에 있어 불미스러운 점을 덮을 수는 없다"고 말했다.
특위는 7월 2일 해양경찰청을 상대로 초동대응과 실종자 수색 과정에서 드러난 허점을 집중 추궁했다. 여야 의원들은 이날 새벽 제출된 해경 상황실 전화 녹취록을 근거로 4월 16일 오전 사건 당시 상황을 복기하며 적절한 대처가 미흡했던 점을 질타했다. 야당에서는 해경이 청와대 보고와 고위 간부에 대한 의전에 매달리느라 정작 구조에는 소홀했던 것 아니냐는 의혹을 제기했다. 이날 사의를 표한 김석균 해경청장도 전날 이주영 해양수산부 장관과 마찬가지로 면도를 하지 못한 채 쏟아지는 의원들의 질의에 답을 이어갔다. 또 새정치민주연합 김광진 의원의 녹취록 '왜곡 발언' 논란으로 여야간 갈등 끝에 5시간 동안 파행하면서 회의는 밤늦게까지 계속됐다.
새누리당 윤재옥 의원은 "목포 해경서장은 헬기만 현장으로 보내고 본인은 무안에서 계속 지휘를 했다"면서 "구조 상황 전체 영상을 보면 지휘하는 사람이 없는데 서장이 있었더라면 초기 조치를 취할 수 있었을 것"이라고 말했다. 이완영 의원은 "구조 작업을 할 때 가족의 동의를 받으면서 해왔다고 보고 했는데 정말 그렇게 했느냐"면서 "가족이 전문적 지식이나 이성이 있느냐. 정부가 전문성을 갖고 독단적으로 하면 되는 것 아니냐"고 지적했다. 신의진 의원은 "침몰 중인 세월호가 (무선 통신으로) 해경을 부르고, 다시 20분 지나 (비상시 사용하는) 16번 채널로 불렀는데 응답이 없었다"면서 "당시 해상교통관제센터(VTS) 근무자들의 교대시간과 겹쳐 근무기강이 해이했던 것 아니냐"고 따졌다. 이재영 의원은 "시간상 보면 얼마든지 선내로 진입해 비상벨을 누르고, 방송을 해서 퇴선하도록 지시할 수 있었다"면서 "유리창을 깨고 진입하지도 못한 것은 지휘체계의 부재 때문"이라고 주장했다.
새정치민주연합 우원식 의원은 "녹취록에 따르면 해경은 실종자 안위보다 대통령 보고를 우선하고, 헬기를 장관 의전용으로 보내 놓고 은폐를 시도했다"면서 개탄했다. 최민희 의원은 "청와대나 해경이 언론 보도를 보고 대책을 세우고 있었는데 이게 제대로 된 나라냐"면서 "오전 11시 전원 구조됐다는 오보가 나자 나라 전체가 대응을 못했다"고 목소리를 높였다. 정의당 정진후 의원은 "목포 해경은 '퇴선 안내하라', '구명복 투하하라' 등의 명령을 6차례 내렸지만 현장에서는 이행되지 못했다"면서 "관제에 실패하고, 경찰 지휘라인은 지휘를 제대로 못했고, 현장의 123정은 명령에 불복종했다"고 말했다. 심재철 위원장은 해경이 승객보다 선원을 먼저 구조한 점을 지적하며 "선원 복장을 보고도 구조한 게 선원인 줄 몰랐다면 무능의 극치"라고 질타했다. 김 청장은 사고 초기 선내에 진입하지 않은 이유에 대해 "직접 갔던 대원의 진술을 들어보니 배가 급격히 기울어서 조타실 입구까지 진입했지만 그 이상은 진입이 불가능했다고 한다"고 설명했다.
한편, 가족대책위는 전날 개최된 국정조사의 모니터링 보고서에서 "짧은 시간에 국정조사를 마쳐야 하는 만큼 진상규명과 개선방안을 논의하는 것 중 어느 쪽에 초점을 맞출 것인지 확실히 해야 한다"고 제안했다.
특위 야당 위원들은 7월 8일 국회 정론관에서 기자회견을 열어 "청와대에 요구한 269건 자료 중 현재까지 도착한 자료는 13건에 불과하다"며 "청와대는 특위 야당 위원들이 공동 요구한 자료들을 성실히 제출해 달라"고 촉구했다. 청와대 비서실과 국가안보실 등에 대한 기관보고는 오는 10일 열리는 만큼 그 이전까지 자료가 제출돼야 한다는 게 야당 주장이다.
특위는 7월 9일 법무부·감사원·경찰청 기관보고에서 감사원의 부실감사 논란과 검·경의 유병언 전 세모그룹 회장 검거 실패를 질타했다.
새누리당 권성동 의원은 "지난해(2013년) 11월 감사원이 '대형재난 예방 및 대응실태'라는 이름으로 안전행정부, 해양수산부 등 안전 관련 기관을 전부 감사했으나 한 건도 적발을 못했다. 이때 심도있게 선박안전 분야 감사를 철저히 했더라면 세월호 사고를 미연에 방지할 수 있었을 것"이라고 주장했다. 윤재옥 의원도 "한국선급과 한국해운조합은 정부 업무를 대행하는 기관인데도 각각 15년, 41년간 한 번도 감사를 받지 않았다"면서 "국민의 안전과 생명을 담보하는 공적 업무 수행기관에 대해선 우선적 감사를 해야 한다"고 촉구했다.
새정치민주연합 부좌현 의원은 지난해 감사원 대형재난 종합감사와 관련해 "그때 감사원이 해경과 안행부 시스템에 대해 정확히 감사했다면 세월호 참사도 막을 수 있었다고 생각한다"며 "감사원은 세월호 사고에 대한 책임을 철저히 반성하고 국민 앞에 사죄해야 한다"고 밝혔다. 최민희 의원은 유 전 회장의 검거 지연에 대해 "검찰이 대통령을 망신시키고 있다. 대통령께서 몇 번에 걸쳐서 잡으라고 지시해도 못 잡는 검찰이 필요가 있나"라며 "검찰은 유병언을 잡을 마음이 없다고 본다"고 비판했다. 우원식 의원은 "해경 상황실과 청와대가 초기에 100통이 넘는 통화를 하면서 (탑승자들을) 구하는 것보다 보고에만 집중해 오히려 구조를 방해했다"며 청와대에 대한 수사를 검찰에 촉구했다.
여야 의원들의 비판에 김영호 감사원 사무총장은 "작년 감사는 모든 유형의 재난을 스크린하면서 해양·수산 분야로는 당시 자주 일어난 해양오염에 집중했다"면서 "앞으로 예산 등의 단순 지표로만 감사대상을 선정하지 않고 국민 생명에 영향을 미칠 수 있는 부분도 감안하는 '리스크 관리' 제도를 도입하겠다"고 답했다.
한편, 야당 의원들과 이성한 경찰청장은 안산 단원고 학생 전원 구조라는 오보의 진원지가 경찰이 아니냐는 의혹을 놓고 논쟁을 벌였다. 정의당 정진후 의원은 "경찰 무선통신 녹취록에 따르면 고잔파출소장이 '2학년 1반은 전원 구조됐다고 학부모에게 전화왔답니다'라고 전했고, 이 내용을 곁에서 듣던 당시 단원고 행정실장이 '2학년 1반' 소리를 못 듣고 전원 구조만 확인해 학부모들에게 알렸다"고 주장했다. 그러나 이 청장은 "동의하지 않는다. 무선통신을 들었다는 학교 직원은 행정실에 있었는데 (경찰이) 무전으로 보고한 것은 4층 강당이었다"고 반박했다. 새누리당 윤재옥 의원도 "파출소장이 보고한 시간과 단원고에서 학부모에게 문자를 보낸 시간은 40분 정도 차이가 나 인과관계가 성립하지 않는다"고 말했다.

#### 국정조사 1차 발표
'국정조사 특별위원회'가 7월 11일 종합 정책질의를 끝으로 기관보고를 마치면서 전체 90일로 예정된 국정조사 기간의 반환점을 돌았다. 앞으로 추가 현장조사와 8월 초 청문회가 남아있지만 22개 기관을 대상으로 한 업무보고가 국정조사의 핵심이었던 만큼 내용상으로는 8부 능선을 넘었다고 봐야 한다. 특위 여야 위원들은 기관보고를 통해 세월호 참사를 둘러싼 일부 의혹들이 해소됐다고 평가하면서도 기대했던 만큼 진상을 규명하지 못한 한계를 토로했다. 그러면서 그 책임은 상대방에 떠넘겼다.
특위 여당 간사인 새누리당 조원진 간사는 연합뉴스와의 통화에서 "진실규명 과정에서 해양경찰청이나 해양수산부 등 관련 정부부처의 미흡한 부분이 많이 발견됐다"며 "이런 부분을 잘 정리해서 정부조직법 개정안을 통해 안전한 대한민국을 만드는 데 최선을 다하겠다"고 말했다. 그러면서 야당을 향해 "국조를 정쟁으로 가져가지 않길 바란다. 진실규명이 정쟁으로 가는 순간 진실은 덮일 수밖에 없다"며 협조를 구했다. 같은 당 김명연 의원도 "청해진해운 비리, 관피아(관료마피아) 문제, 선원들의 부도덕성, 항운관리자들의 태만 등 이런 문제가 본질인데 해경과 청와대의 교신록 등을 둘러싼 정치적 공방이 이를 다 가려버렸다"며 아쉬움을 토로했다. 이어 "70일을 현장에 내려간 사람도 할 수 있는 한계가 있는데 국회가 국조 특위에서 완벽하게 하겠다고 큰소리친 것 자체가 허무맹랑한 것"이라며 야당에 책임을 돌렸다.
야당 특위위원들은 '4·16 그날, 대통령도 국가도 없었다'는 제목의 자료를 통해 종합 평가를 내놨다. 이들은 "초유의 세월호 사태를 청와대 비서실장과 국정원 등은 언론보도를 보고 알았고 대통령은 서면 보고를 받고도 긴급회의를 한 번도 소집하지 않았다"고 지적한 뒤 "국민과의 소통보다 청와대 내부 소통 부재가 더 큰 문제였음이 드러났고 대형 재난에 대한 국가 컨트롤타워 붕괴를 확인했다"고 지적했다. 또 기관보고에서 드러난 정부 부처들의 허술한 참사 대응을 일일이 지적하며 "총체적으로 무능한 정부가 한 사람의 생명도 구하지 못했다"고 비판했고, 특히 "청와대를 비롯한 정부는 '검찰압수 자료' 등을 이유로 자료 제출에 소극적으로 나와 철저한 진상 규명을 방해했다"고 성토했다. 야당 간사인 새정치민주연합 김현미 의원은 연합뉴스와의 통화에서 "새누리당이 할 수 있는 모든 방식으로 태클을 걸었다. 국민의 눈이 무서워 어쩔 수 없이 국조를 한 것"이라고도 비판했다. 야당 위원들은 향후 예비조사 및 기관보고 결과를 토대로 청와대, 국정원, 검찰, 감사원에 대한 정밀 현장 조사와 문서 검증을 하고, 진도와 안산에서 피해자 가족이 함께하는 간담회를 개최할 예정이다. 8월 청문회에서는 김장수 전 국가안보실장, 남재준 전 국정원장, 유정복 인천시장(전 안행부 장관), 이정현 전 청와대 홍보수석 등을 증인으로 채택하겠다고 벼르고 있다.
특위의 기관보고를 지켜본 세월호 유가족 대책위 평가는 정치권의 자체 평가보다 더 싸늘했다. 김병권 대책위원장은 "솔직히 속시원히 밝혀진 건 없는 것 같다. 기관보고 대상자들이 성의없이 임했다"면서 "4·16 이후에는 변해야 한다고 그렇게 얘길 했는데도 누구 하나 책임지려 하지 않는다. 세월호 선장처럼 자기만 살자는 식"이라고 비판했다.

### 지방자치단체
순천시는 2014년 4월 20일 순천만정원 개장에 앞서 4월 19일 정홍원 국무총리와 중화인민공화국 닝보시 예술단, 유명 가수 등 여러 유명 인사들을 초청하여 개막식을 열려고 하였으나 4월 16일 세월호 침몰 사고로 인해 애도 차원에서 전면 취소한다고 밝혔다.
안산시는 6월 22일 국회 차원에서 논의되고 있는 '세월호 특별법'에 피해가족 지속 지원을 위한 기금 설치, 지역상권 활성화, 추모시설 건립 국비 지원 등이 명시될 수 있도록 해 달라고 건의했다. 또, 많은 희생자가 발생한 단원고를 혁신적으로 변모시킬 수 있는 방안과 재학생들이 대학에 진학할 때 특례를 적용하는 것도 진지하게 고민해야 한다고 강조했다.
안산시 화랑유원지에 마련된 세월호 정부합동분향소 인근 경기도미술관이 올 연말(2014년)까지 계획했던 전시와 행사를 축소 또는 연기한다. 경기도미술관 관계자는 "합동분향소와 인접해 있는 만큼 애도분위기로 더 신경 쓰고 있다"며 "최소한 올 연말까지는 가급적 행사는 자제할 방침이다"고 설명했다.

### 단원고등학교
사고 초기 단원고등학교 학생들에 대한 과도한 취재 또한 논란이 되었고, 이는 4월 24일 단원고등학교 3학년 학생이 기자들에게 쓴 글이 발표되면서 이에 대한 논란과 반성 또한 급부상하였다.
사고 현장에서 구조된 안산 단원고등학교의 생존학생들이 오는 6월 25일 학교에 복귀할 예정인 것으로 밝혀진 가운데 한 소셜네트워킹서비스(SNS)에 생존학생들이 적은 '부탁의 글'이 올라와 누리꾼들에 의해 확산되고 있다. '우리는 단원고 2학년 학생입니다'라는 제목으로 트위터와 페이스북에 올라온 A4 1장짜리 글에는 생존학생들이 학교 복귀를 앞두고 가지는 두려움과 공포, 국민에게 부탁하는 각종 사항이 담겨 있다. 내용 중 '우리가 학교에 돌아갈 때 두려운 것들'이라는 항목을 통해 "사람들이 단원고 학생이라고 아는척하는 것이 너무 싫어요", "웃고 싶을 때도 있지만 오해할까 봐 웃지를 못하겠어요", "단원고를 기자 출입금지구역으로 만들면 좋겠어요" 등 다양한 요청 사항을 담았다. 그러면서도 "'세월호 사고'를 잊지 말아주세요"라는 마지막 말을 잊지 않았다. 세월호 참사가 발생한 이후 근 두달 동안 학교 밖 연수원에서 따로 심리치료 등 교육을 받아 온 생존학생 72명(75명 중 1명 병원 치료, 2명 학교 복귀)은 며칠 남지 않은 학교 복귀를 앞두고 이 같은 '부탁의 글'을 지난주 다 같이 작성한 것으로 알려졌다.
단원고 학생 46명과 학부모 10명 등 56명은 7월 15일 오후 5시 수업을 마치고 학교에서 나와 서울 영등포구 여의도동 국회의사당을 향해 도보행진을 시작했다. 1박 2일의 고된 일정이다. 학생 대표는 경기도 안산시 단원구 고잔동 학교를 출발하기 앞서 "많은 친구들이 억울한 죽음을 당했으나 우리가 할 수 있는 일이 이것밖에 없어 도보행진을 하게 됐다"고 말했다. 이들은 '세월호 생존학생 도보행진, 우리 친구들의 억울한 죽음, 진실을 밝혀주세요"라고 적힌 깃발을 들고 교복 차림으로 학교를 떠났고, 학부모들도 아들, 딸들의 뒤를 따랐다. 한 학부모는 "도보행진은 2주 전부터 학생들 스스로 계획한 것"이라고 설명했다. 이들은 도보행진을 통해 진실 규명을 요구하는 자신들의 의지를 보인 뒤 국회에서 농성 중인 세월호 사고 희생·실종·생존자 대책위원회 학부모들을 만나지 않고 안산으로 돌아올 계획이다.

### 대한민국 국민들
대한민국 국민들은 사고발생 후 많은 일들을 하였다. 전국에서 쏟아지는 위문품에 진도우체국은 거의 마비가 됐다. 4월 22일까지 진도우체국에 도착한 위문품은 등기로 온 것만 3천 300상자. 일반우편으로 온 것은 집계가 불가능할 정도로 많았다. 우체국의 한 직원은 "주로 학교에서 보내오는 물품이 70% 정도 된다. 여성단체나 봉사단체에서도 많이 보내오고 있다"면서 '기적처럼 태어났으니 기적처럼 돌아오라'라는 감동적인 문구도 적혀 있다"고 말했다. 이어 "평소 하루 8t 트럭 1대 정도 처리하는데 요즘은 4대도 넘는다. 진도군민을 대신해 국민들의 마음에 정말 감사하고 몸이 고되지만 그건 아무 것도 아니다"라고 말했다. 위문품은 진도군청 주민복지과로 보낸 뒤 현장 자원봉사자에게 전달된다. 사고가 발생한 진도와 인근 도시인 목포 시민도 구조대와 사고 현장에 나온 취재진에도 호의를 베풀었다. 목포에서 사업을 하는 서미자씨는 사고 첫날부터 일주일째 인근 서망항에서 무료로 음료를 나눠주는 봉사를 하고 있다. 진도군 주민 김문환씨도 사고 현장의 잠수사들을 위해 지인들에게 부탁해 빵과 음료, 바나나, 생수 등을 손수 포장해 보냈다. 진도읍의 한 상점 문에는 '문 닫은 시각이라도 물건이 필요하다는 전화를 주면 나오겠다'는 문구가 붙어 있었다. 목포시도 승무원 박지영(22·여)의 빈소를 마련해 주고, 생존자들에게 구조금 10만원씩을 전달했다.
세월호 현장에서 청소와 빨래를 맡는 자원봉사자들도 있었다. 진도 실내체육관에 자원봉사자들이 몰려와 실종자 가족들을 위한 식사와 물을 준비했다. 대한적십자사 전남지부장 박춘심(59)은 "부모들은 얼굴만 봐도 부모라는 걸 알 수 있다"면서 "입이라도 축이라는 말조차 붙일 수가 없다"고 안타까워 했다. '세탁해드립니다'라는 푯말을 들고 조용히 가족들 사이를 다니며, 장기간 세탁을 못한 가족들을 위해 빨래를 돕는 자원봉사자도 있었다. 의료단체도 진도로 몰려들었다. 의료진들은 체육관 구석구석을 돌아다니며 실신하거나 진료가 필요한 가족들의 상태를 살피고 즉각 링거 수액 등 의료 조치를 취하고 있다. 특히 가족들의 경우 심각한 외상 후 스트레스 장애가 우려되는 상황이었다. 이에 서울대병원 등은 체육관 뒷편에 심리상담실을 비롯한 현장응급의료소를 마련했다. 의료소 천막 안에는 가림막이 세워져 있고, 필요한 사람들은 24시간 진료를 받을 수 있었다. 가족들이 머물 임시 거처를 마련하고 운동복과 세면도구 등 생필품과 각종 식음료를 비롯한 구호물품을 곳곳에 비치했다. 긴급한 전화를 걸 일이 생기는 가족들을 고려한 휴대전화 충전 서비스, 공기 주입기로 바람을 넣는 일회용 베개, 정신력과 체력이 고갈되는 가족들을 위한 청심환이나 각종 비타민 등 종류도 가지각색이었다. 이런 가운데 체육관에서는 "정부가 못하는 것을 민간 단체와 자원봉사자들이 하고 있다"는 말까지 나왔다. 서울에서 터키 식당을 운영하는 4명의 터키인은 4월 24일 "사고 소식을 듣고 케밥으로라도 돕고 싶다는 마음에 한국인 직원들과 진도로 왔다"고 말하며, 케밥을 체육관 안까지 직접 나르며 5시간 동안 봉사활동을 벌였다.
개인택시 안산시 조합 소속 2000여 명 가운데 800여 명은 사고 다음날인 17일부터 안산, 시흥, 수원 등 장례식장 16곳이나 분향소를 가는 유족과 학생을 무료로 태우는 자원봉사를 하고 있다. 안산에서는 하루에 20대씩 오전 9시부터 오후 8시까지 운행하며 추가로 10대가 진도체육관과 팽목항, 목포 등에서 24시간 대기하다가 안산시 상황실에서 연락이 오면 유족을 태워 안산까지 실어나르고 있다. 한국자유총연맹 안산시지회도 안산시가 마련한 버스를 타고 진도에서 안산 분향소로 올라온 유족들을 승합차로 자택까지 실어나르는 자원봉사 활동을 펴고 있다. 또, 이들은 택시 40대로 영정과 위패를 든 유족을 안산올림픽기념관(임시분향소)에서 합동분향소로 이송하였다.
세월호 사건에 대한 국민들의 슬픔·분노 지수는 평균 83.8에 달한 것으로 밝혀졌으며, 이번 침몰사고 보도에 실망한 국민의 분노가 인터넷상에서 조선일보와 문화방송 광고주 불매운동으로 번졌다. 누리꾼들은 동시에 JTBC 광고주 구매운동도 펼치고 있어, 이번 사고 보도로 각 언론사들이 받은 평가가 극명하게 드러났다.
세월호 참사와 관련해 박근혜 대통령이 5월 19일 발표한 대국민담화에 대해 시민들은 냉담한 반응을 보였다. 한 사립대의 박모 교수는 "대국민담화의 핵심인 국민의 마음을 얻는 부분은 여전히 부족했다"며 "이번 담화도 몇 차례 지적을 받자 한 것 같은 느낌을 지우기 어렵다"고 지적했다. 박 교수는 "국민들로부터 지지를 받으려면 국민의 마음을 얻어야 하고, 그 이전에 공감하는 모습을 보여줘야 한다"며 "결국 소통과 공감의 부재가 리더십 부족으로 이어진 것"이라고 분석했다.
참사 이후 트라우마(Trauma·정신적 외상)에 시달리는 교사들이 많다. 한국교총(회장 안양옥)이 스승의 날을 앞두고 전국 유치원과 초·중·고 교원 3243명을 상대로 진행한 온라인 조사에서 응답자의 47.4%가 "세월호 참사 후 본인 또는 주위 교사가 불안·우울·답답함 등 정신적·신체적 증세를 보였다"고 답했다. "없다"고 응답한 비율은 35.2%였다. 이 같은 증세를 보인 학생이 같은 학급 또는 학교에 있느냐는 질문에는 17%가 "그렇다"고 응답했다. 고등학교(25%)가 초등학교(11.8%)·중학교(19.5%)보다 높았다. 김동석 교총 대변인은 "세월호 사고에서 희생된 학생들과 같은 또래인 고교생들의 트라우마가 더 크다"고 분석했다.
교육부의 징계 압박에도 교사 1만 5853명이 '가장 슬픈 스승의 날'을 맞아 실명을 밝히고 세월호 침몰 사고에 대한 박근혜 대통령의 책임을 묻겠다고 선언했다. 이들은 "박 대통령이 진상규명을 제대로 하지 못하면, 대통령은 더 이상 존재할 이유가 없다"고 강조했다.
전남∼제주 뱃길 관광이 참사 이후 직격탄을 맞은 것으로 나타났다. 뱃길 이용객 증가세가 사실상 꺾인 상태에서 세월호 여파로 이용객이 급감, 뱃길 관광 활성화를 위한 정부 차원의 대책 마련이 시급하다는 지적이다. 전라남도는 2014년 상반기 전남∼제주 뱃길 이용객은 117만명으로 지난해(2013년 같은 기간 133만명보다 16만명(12.2%)이 줄었다고 7월 13일 밝혔다. 승객 감소로 목포항은 여객선 1척이 운항을 중단했으며 고흥 녹동항은 일요일 운항을 포기했다. 또, 추가 취항이 예정된 고흥 녹동∼서귀포, 강진 마량∼제주항 항로는 전면 취소됐으며 여수∼제주 카페리 운항도 사실상 취항이 무산됐다. 전남도는 뱃길 관광객 감소가 여객선 사업은 물론 지역 내 관광산업에까지 악영향을 미친다는 판단에 따라 대책 마련에 나섰다. 전남도 관계자는 "정부, 해양항만청 등과 함께 여객차량 전자발권 보완과 노후 선박 교체, 선박 안전성 검사 강화 등 선박과 뱃길의 안전성을 높이는 동시에 홍보도 강화해 전남∼제주 뱃길 활성화에 주력할 계획이다"고 말했다. 전국적으로 세월호 참사에 따른 여객선 관광사업 불황도 속속 드러나고 있다. 인천은 청해진해운의 세월호와 오하마나호 면허가 취소됐고 삼천포는 제주월드호가 경영 악화로 휴업에, 부산의 서경아일랜드호 등 여객선 2척은 일요일 휴항에 들어갔다.

#### 진도군민
실종자 수색이 장기화되면서 현장에서 실종자 구조와 유실 방지, 방제 작업을 돕던 진도 어민들이 철수하고 있다. 어민들은 그동안 수백명이 탄 배가 침몰하는 참사에 보탬이 되고자 생업도 포기하고 매일 30만∼40만원에 달하는 연료비, 식대, 제반비용을 개인적으로 부담하며 묵묵히 일선에서 도왔으나 더 이상은 버티기가 힘들다고 호소하고 있다. 우럭, 돔 등이 많이 잡히고 미역·톳의 본격 채취가 시작되는 시기를 바로 앞두고 사고가 터진 데다가 한 달여간 생업에 종사할 수도 없어 기초 생계를 위협받았다. 정부는 지난 5월 12일 뒤늦게 구조수색에 참여한 진도 어민을 대상으로 유류비와 생계피해, 양식장 피해 등을 지방비로 긴급 지원하겠다고 발표했으나 현재 군에서 해당자를 조사 중인 데다가 피해 증빙 책임이 어민에게 있어 신속하게 이뤄지지 못하고 있다. 조도면 서거차도 허학무 이장은 "사고 이후 섬 주민끼리도 서로 말도 잘 안 하고 마을에 웃음이라고는 찾아볼 수가 없다"며 "그저 한 명이라도 찾으려는 생각으로 참고 도왔지만 경제적으로도, 심적으로도 고통이 크다"고 말했다.
조도면 주민들의 고통은 이뿐만이 아니다. 섬 주민들이 진도읍 소재지인 본섬이나 육지로 나올 때 이용하던 진도항이 사고수습으로 인해 폐쇄되면서 연료나 식료품 공급은 물론 생산품을 내다 팔 유통 경로가 막혀 버렸다. 배 운항이 급격히 줄면서 병원에 제때 가지 못해 중태에 이른 환자가 발생하기도 했다. 그동안 나의 고통보다는 황망한 사고로 가족을 잃은 이들의 고통이 먼저라는 생각에 참고 견뎌왔지만 섬 주민들은 항구가 막힌 것은 생명줄이 막힌 것이라 이제는 개방을 해줬으면 좋겠다는 바람을 조심스럽게 나타내고 있다. 정부에서 인근 임시 선착장과 서망항, 쉬미항으로 분산해 배를 이용할 수 있게 조치했지만 차도선이 배를 대기 어려운 것은 물론 소형 여객선도 밀물 때 간신히 배를 댈 수 있어 운항 시각이 일정치 않고 일부 항은 거리도 멀어 주민들이 자칫 한 곳에서 배를 놓치면 섬에 돌아가기 어려운 처지라고 말했다. 정순배 조도면 이장단장은 "사고 직후 일대 어민 250여명에게 구조 요청 문자 메시지를 보내고 60여척의 어선과 어민들을 끌고 현장에 간 장본인으로서 그분들의 심정을 모르겠는가"라며 "애처로웠기에 참고 또 참았지만 섬 주민들의 고통이 심해지고 있다"고 호소했다.
이에 따라 실종자 가족들은 5월 24일 오후 진도항(팽목항)에서 기자회견을 열고 "진도군 조도면 섬 주민들이 팽목항을 이용할 수 있도록 항구 한쪽 출입로를 개방하고 가족들의 텐트 위치도 조정할 계획"이라고 밝혔다.
5월 30일 오전 7시 30분, 침몰 사고 수습을 위해 일반에 폐쇄됐던 진도항이 45일만에 섬주민에게 개방됐다. 이들은 45일 만에 생명줄과 같은 뱃길이 다시 열려 불편을 덜게 됐지만, 애초 2∼3주면 모든 사람을 찾을 수 있을 줄 알았는데 지금까지도 실종자가 남게 될 줄은 몰랐다며 아직 가슴 한쪽이 답답하다는 반응을 보였다. 범정부사고대책본부는 이날 오전 조도 주민의 팽목항 이용 재개를 발표하며 "실종자 가족의 불편이 발생하지 않도록 최선을 다하겠다"고 밝혔다.
사고 여파로 전남 진도가 직격탄을 맞고 있다. 이는 소비자들이 세월호 사고와 '진도'를 동일시하며 벌어진 또다른 대참사다. 피서철을 맞은 요즘 관광객들이 찾지 않아 식당, 숙박 업소도 개점휴업 상태다. 이런 아사직전의 지역경제를 살리기 위해 진도군이 수산물 등 특산물 구매를 호소하고 있다. 7월 9일 군에 따르면 세월호 사고 이후 어민들이 제대로 어로작업을 하지 못한 데다가 그나마 잡은 고기와 양식 해산물도 팔리지 않아 이중, 삼중고를 겪고 있다. 해양수산부 산하 전문기관 검사에서도 안전한 것으로 판명됐지만 소비자들이 진도산 수산물에 대한 거부감으로 외면하고 있다. 꽃게, 전복을 파는 진도 지역 영세 유통업체는 폐업 직전이다. 거래처에 보낸 수산물이 팔리지 않아 반송되기 일쑤고 주문도 '확' 줄면서 문을 닫을 지경에 이르렀다.
군은 침체한 지역 경제를 살리기 위해 7월 23일부터 5일간 경남 창원시 남창원 농협마트에서 직거래 장터를 여는 등 판매회복에 안간힘을 쏟고 있다. 해양수산부도 최근 수산물 등 진도 농수특산품 소비 촉진 등을 요청하는 협조공문을 전국 각 자치단체와 산하 정부기관에 발송한 바 있다. 이동진 진도군수는 "세월호 기름 유출과 관계없이 진도 수산물은 안전한 것으로 판명이 났는데도 소비자들은 아직도 꺼리는 것 같다"면서 "어려움에 부닥친 어민을 돕는다는 생각으로 진도산 수산물 등 농수특산품 소비 촉진에 적극 동참해 달라"고 호소했다.

#### 추모 집회·범국민대회
민주노총과 참여연대 등 노동·시민단체들로 구성된 '세월호 참사 대응 각계 원탁회의'는 5월 17일 오후 6시 청계광장에서 3만여명(경찰 추산 1만 1천여명)이 참가한 가운데 촛불 집회를 열고 진상 규명과 이를 위한 특별법 제정, 책임자 처벌 등을 촉구했다. 참가자들은 집회가 끝난 오후 8시 15분부터 종로와 을지로를 거쳐 서울광장으로 돌아오는 경로로 행진하며 "가만있지 않겠다", "박근혜는 퇴진하라" 등의 구호를 외쳤다. 경찰은 도로를 불법 점거한 혐의로 115명을 연행했다. 주최측은 연행 과정에서 일부 참가자들이 다쳐 병원에서 치료를 받았다고 주장했으나 경찰은 부상한 연행자는 집계되지 않았다고 밝혔다. 보수단체들의 맞불 집회도 이날 오후 도심에서 열렸다. 경우회와 고엽제전우회, 육·해·공군·해병대(예)대령 연합회 등 회원 5천명(경찰 추산 2천명)은 오후 5시 30분 청계광장 바로 맞은편인 동화면세점 앞에서 '세월호 참사 애도분위기 악용세력 규탄 국민대회'를 개최했다. 이날 경기 안산, 의정부, 대구, 창원, 김해, 거창, 제주, 광주, 강릉 등 전국 곳곳에서도 크고 작은 세월호 희생자 촛불 추모제와 추모 연주회 등이 진행됐다.
5월 31일, 서울을 비롯한 주요 도시에서 세월호 사고 희생자를 추모하고 진상 규명을 촉구하는 집회와 행진이 열렸다. 800여개 시민사회 단체들로 구성된 '세월호 참사 국민대책회의'는 이날 오후 6시 서울 청계광장에서 2만여명(경찰 추산 3천명)이 모인 가운데 세월호 추모 촛불집회를 열었다. 참가자들은 세월호 희생자들을 애도하는 한편 신속한 실종자 수색과 책임자 처벌, 사고 진상 규명을 위한 특별법 제정 등을 요구했다. 대책회의는 이날 집회에서 세월호 참사 진상 규명 등을 요구하는 '1천만인 서명운동' 서명용지를 모아 세월호 유가족들에게 전달했다. 대책회의는 이날 하루 서울에서만 2만 6천 900여명의 서명을 받았으며, 서명운동을 시작한 이후 전국적으로 78만명 이상이 서명했다고 설명했다. 촛불집회가 끝나고 참가자들은 종로2가와 을지로를 거쳐 서울광장까지 행진을 벌였으며, 서울광장에 다시 집결해 촛불로 대형 리본을 만드는 퍼포먼스를 펼쳤다. 일부 참가자 300여명(경찰 추산)은 청와대로 가겠다며 동아일보 본사와 교보생명 앞에서 광화문 광장 방면으로 향하다 이를 막는 경찰과 대치했다. 이들은 한때 교보생명 앞에서 광화문 사거리 북쪽 건널목까지 점거하며 경찰과 몸싸움을 벌이기도 했다. 경찰은 경찰관을 폭행한 혐의 등으로 5명을 연행해 서울 시내 경찰서에 분산해 조사하고 있다. 이날 서울 외에도 안산 문화광장과 부산 부산역 광장, 대전 대전역 서광장 등 전국 31곳에서 총 6천 700여 명(경찰 추산)이 모인 가운데 서명운동과 추모 집회에 이은 거리 행진이 열렸다.
6월 7일, '세월호 사고 희생자·실종자·생존자 가족대책위원회'(이하 가족대책위) 소속 유족 80명은 이날 오전 10시 덕수궁 대한문 앞에서 '유가족과 국민이 함께하는 세월호 특별법 범국민 서명운동' 발대식을 열고 서울역과 홍대입구역 주변, 강남역 등 서울 시내 15곳에서 시민으로부터 서명을 받았다. 800여 개 시민단체 연대기구인 '세월호 참사 국민대책회의'는 지난달(5월) 중순께 1천만 명을 목표로 서명운동을 시작했으며, 유가족들도 이날부터 서명운동에 본격 참여했다. 가족대책위는 호소문에서 "자식을 잃은 부모는 자식을 평생 가슴에 묻고 산다지만 저희 못난 부모들은 내 아이가 왜 차가운 물속에서 긴 시간 고통 속에 죽어갔는지도 알 수 없어 가슴을 칠 뿐"이라며 "억울하게 희생된 저희 아이들에게 '천만인 서명의 기적'이 꼭 일어날 수 있도록 도와달라"고 당부했다. 서명운동은 서울을 포함해 인천, 대전, 제주 등 12개 도시에서 열렸다. 지방에서 진행된 서명운동에도 세월호 유가족 80여 명이 참가했다. 오후 7시에는 청계광장에서 시민 1만여 명(경찰 추산 2천500명)이 참가한 가운데 '제4차 세월호 추모 촛불집회'가 열렸다. 이 행사에도 유가족 10여 명이 참석했다. 촛불행사가 진행되는 동안 수도권 지역 고등학생들과 학부모들이 합창 등 추모공연을 펼치기도 했다. 집회 후 참가자들은 오후 8시 20분께부터 청계광장에서 종로와 을지로를 거쳐 서울광장까지 돌아가는 경로로 행진했다. 행진이 끝난 뒤 참가자 100여 명이 청와대로 가겠다며 시청역 인근에서 경찰과 한때 대치했으나 큰 마찰 없이 해산했다.
세월호 참사 가족대책위원회와 국민대책회의 등은 7월 19일 서울광장에서 4.16 특별법 제정을 촉구하는 범국민대회를 열었다. 범국민대회에는 주최 측 추산 1만 5,000명, 경찰 추산 5,000명이 참여했다. 300여명의 세월호 가족들도 함께 자리했다.
이번 참사로 희생된 안산 단원고 지상준 군의 어머니 강지은 씨는 “아픈 부모의 마음으로 호소 드린다. 안전한 대한민국 만들 수 있도록 국민 모두가 원하는 특별법이 제정될 수 있도록 힘이 돼달라”고 말했다. 이들은 무엇보다 진상규명을 위해서는 ‘수사권이 보장된’ 세월호 특별법이 제정돼야 한다고 촉구했다. 이들은 결의문을 통해 “이제는 대통령이 답해야 한다. 진상을 규명하고 책임자를 처벌하겠다고 했던 약속을 지키시기 바란다”고 요구했다. 이어 “대국민담화문을 읽으면서 흘렸던 눈물이 진정이라면, 마치 세월호 참사를 잊었다는 듯이 유가족이 참여하는 특별법 제정 약속은 무시하면서 국가대개조를 외치는 일을 그만두시기 바란다”고 강조했다. 또 새누리당을 향해서도 “유가족들을 모욕하고 특별법 제정을 방해하는 일을 멈추기 바란다”면서 “참사 100일이 되기 전에 반드시 특별법을 제정하는 것은 국회의 의무”라고 말했다.
이들은 범국민대회를 마친 뒤 6일째 단식농성을 벌이고 있는 유가족들이 있는 광화문 광장을 목표로 도심 행진을 시작했다. 을지로 방면으로 3개 차선을 이용한 행진은 을지로3가에서부터 서울광장까지 1km 가까이 이어졌다. 거리행진에서는 초등학생으로 보이는 어린 여자아이가 “특별법을”이라고 선창을 하면 뒤따르던 어른들이 “제정하라”고 외치는 모습도 눈에 띄었다.
7월 24일 오후 2시부터 진도항 등대 앞에서 '100일의 기다림'이라는 행사가 열렸으며, 실종자 가족과 진도군민, 진도고등학교 학생 등 200여 명이 참석했다. 이는 사고 초기를 제외하면 최근 한두달 사이 가장 많은 사람들이 모인 것이며, 이 자리에서 진도고등학교 학생이 실종자 가족을 대신해 대국민 호소문을 발표했다. 이번 추모 행사의 주제가 '네 눈물을 기억하라'인데 이는 세월호 참사를 보면서, 그리고 안타까운 학생들의 희생을 보면서 우리 모두가 흘렸던 눈물의 의미를 되새기고 다시는 이런 일이 일어나지 않도록 진상규명과 재발 방지에 나서야 한다는 의미이다. 가수와 시인 등 문화예술인들이 모두 모여 릴레이 형식으로 공연을 이어갔다.
민주노총 원주시지부 회원 100여명은 7월 24일 원주시 원일로 농협 앞에서 집회를 열어 "세월호 참사가 일어난 지 100일이 됐지만 진상 규명도, 책임자 처벌도 이뤄지지 않았다"며 "재발 방지 대책은커녕 어디에서부터 잘못됐고, 무엇을 바꿔야 하는지 제대로 된 진단조차 없다"고 개탄했다. 이들은 가슴에 노란 리본을 달고 거리행진을 하며 세월호 특별법을 조속히 제정하라고 촉구했다. 이날 오후 울산에서도 민주노총과 노동자행동 등 진보 성향의 단체들이 모여 '세월호 참사 100일 촛불행동' 행사를 열었다. 시내를 1km가량 행진하던 이들은 정부가 특별법 제정, 성역없는 책임자 처벌, 공동안전 대책 마련 등에 나서야 한다며 목소리를 높였다.
대전 중구 서대전 시민공원 잔디공원에서도 '4·16 특별법 제정 촉구! 세월호 참사 100일 대전 시민대회'가 개최됐다. 참석자들은 '살고 싶어요. 안전한 사회에서'라는 제목의 영상물을 본 뒤 리본 모양의 종이배로 대형 추모 리본을 만드는 퍼포먼스를 열었다. 이들은 세월호 특별법 제정 촉구 단식농성이 진행 중인 대전역 서광장까지 행진하며 특별법 제정에 온 국민이 나서 달라고 호소했다.
'세월호 희생자 추모 및 진실규명 충북 범도민 대책위원회' 회원 100여명도 이날 청주시 상당공원에 모여 세월호 특별법의 신속한 제정을 정부에 촉구했다. 이들은 2km가량 거리행진을 하며 "세월호 사태가 또다시 유야무야 넘어간다면 우리 사회 희망은 없다"고 강조했다. 이들은 가로 5m, 세로 1m 규모의 현수막 2개를 준비, 유족에게 보내는 청주시민의 메시지를 담았다. 세월호 참사 전북 대책위도 전주 한옥마을 경기전 앞에서 '네 눈물을 기록하라'는 주제로 촛불문화제를 열었다. 지역 문화예술인들도 행사장에 들러 다양한 추모 프로그램에 참여했다.
이밖에 부산과 대구 등지에서도 다수의 시민이 거리행진을 하면서 진상 규명 및 특별법 제정을 정부에 요구했다.
노란 리본 캠페인과 "가만히 있으라"
세월호 침몰 사고 희생자의 무사귀환을 바라는 이른바 '노란리본 캠페인'이 인터넷과 스마트폰을 통해 널리 확산되고 있다. 노란 리본 이미지에는 검은색으로 그려진 리본 문양과 함께 '하나의 작은 움직임이 큰 기적을'이라는 문구가 적혀 있다.
세월호 침몰 사고를 기억하고 책임 소재를 규명하려는 시민들의 움직임이 있다. 그 중 "가만히 있으라"는 용혜인씨의 제안으로 일어난 침묵행진을 중심으로 한 사회운동이다. 침묵행진의 참가자들은 마스크를 쓰고 "가만히 있으라"라는 말이 쓰인 손팻말과 국화를 들고 행진하였는데, "가만히 있으라"라는 이름은 이 손팻말에서 비롯되었다.
하늘나라 우체통
7월 23일 오후에는 팽목항 등대 앞에 '하늘나라 우체통'이 설치되었다. 진도의 종교단체가 만든 것인데, 유가족이 슬픔과 아픔을 담은 편지를 넣으면 전문 상담사가 위로의 답장을 다시 보내 주고, 방문객이 슬픔에 동참하는 편지를 넣으면, 유가족이나 실종자 가족들에게 전달한다. 우체통 옆면엔 밧줄이 달려있는데, 팽목항을 떠난 사람과 남은 사람들 모두 영원히 잊지 않겠다는 '약속'을 의미한다. 우체통 옆면에는 단원고 고 양온유 학생이 수학여행을 가기 전 자신의 SNS에 남겼던 '슬퍼하지 마라. 이제부터 시작이다'라는 문구가 새겨져 있어 보는 이들의 마음을 먹먹하게 한다.

### 방송사
KBS, MBC, SBS, JTBC는 예정된 프로그램을 결방하고 뉴스 특보와 특집 뉴스를 방영했다. KBS는 오전 10시부터 1TV에서 특집 뉴스와 특보를 내보냈고, 2TV에서는 수목드라마와 예능 프로그램이 약 한 달간 중단되었다. MBC도 오후 6시 20분부터 'MBC 뉴스특보 진도 해상 여객선 침몰'과 '특집 MBC 뉴스데스크'를 방송했으며 드라마와 예능프로그램들은 결방한다고 말했다. JTBC 역시 기존 정규방송을 중단한채 특보와 '특집 JTBC 뉴스 9'을 편성하였다. SBS 역시 기존 프로그램을 결방하고 SBS 8 뉴스를 두 시간으로 편성해 특집 방송을 했다.

### 유명인 및 단체·기업
사고와 관련하여, 여러 단체 기업 및 유명인들의 많은 기부가 있었다. 넥슨 (10억), 중기중앙회 회장 김기문 (10억), 이수만 (5억), SM 엔터테인먼트 (5억), 양현석 (5억), 최병오 형지회장 (5억), 시몬스 침대 (5억), 김수현 (3억), 권혁 시도쉬핑 홍콩 고문 (3억), 치과의사협회 (2억), 강호동 (1억), 장병권 홈캐스트 부회장 (1억), 설경구 송윤아 부부 (1억), 축구선수 박주영 (1억), 최경주 (1억), 교촌치킨 (1억), ING생명 (1억), 한국감정원 (1억), '관상' 제작사 대표 (1억), 야구 열개구단 감독·코칭스태프 (1억), 몽드드 (1억), 한국지멘스 (1억), 한국타일도기상사 대표 (1억), 이휘재 (1억), 피겨스케이팅 선수 김연아 (1억원), 연예인 하지원 (1억원),
송승헌 (1억원),
차승원 (1억원), 타이거 JK (1억원), 박신혜 (5천만원), 주상욱 (3천만원), 정일우 (3천만원) ,
오연서 (1천만원),
온주완 (1천만원) ,
김보성 (1천만원),
장미인애 (500만원) 야구 선수 류현진은 1억 원을 기부하는 동시에, 클럽하우스에 이를 추모하는 글귀를 붙이고 등판하였다.
유명인만 기부를 하는 것은 아니었다. 전라북도 부안군 백산면에 있는 백산고등학교 2학년 2반 학생들은 JTBC로 성금을 보내오기도 했다.
정몽준 새누리당 국회의원과 박원순 서울특별시장은 5월 14일 한 시간여의 차이를 두고 세월호 침몰 사고 현장인 전남 진도를 방문했다. 정 후보는 팽목항에서만 한 시간가량 머물다 돌아갔고, 진도 실내체육관에 이어 팽목항까지 방문한 박 시장은 1시간 30분가량 머물다 서울로 향했다.
참여연대는 5월 12일 오후 2시 청와대 입구 청운효자동 주민센터 앞에서 기자회견을 열고, 정부의 참사 대응실패를 비판하는 국민들을 비하한 박승춘 국가보훈처장과 민경욱 청와대 대변인을 해임할 것을 박근혜 대통령에게 촉구했다.
삼성그룹은 5월 23일 사회복지공동모금회에 성금 150억원을 기탁했다.

### 스포츠계
축구 선수 김보경 (잉글랜드 바클레이스 프리미어리그에 카디프 시티), 손흥민 (독일 1. 분데스리가 바이어 04 레버쿠젠)은 애도를 뜻하는 검은 완장을 차고 경기에 임하였다. 또한 지소연 (잉글랜드 첼시 FC 위민)도 검은 완장을 차고 경기에 임하였다. 이 외에도 K-리그 리그 경기에서도 골을 넣은 선수들(이동국 (전북 현대 모터스), 정대세, 산토스 (수원 삼성 블루윙즈))이 세레머니를 하지 않음으로써 희생자 추모에 대한 의미를 표하였다. 축구선수 구자철 선수도 검은 완장을 차고 경기에 임했고, 경기전날 세월호에 대한 애도에 동참하기 위해 구단 공식 페이스북을 통해 영상메시지를 보냈다.
4월 23일 미국 캘리포니아주 로스앤젤레스 다저 스타디움에서는 2014 MLB 필라델피아 필리스와의 경기가 열렸는데, 경기에 앞서 다저스 구단은 세월호 침몰 사고 희생자들과 관련된 영상을 전광판에 띄우고 선발 류현진은 물론, 다저스 선수단과 필라델피아 선수들, 모든 관중들까지 자리에서 일어나 모자를 벗고 약 1분간 묵념했다.
4월 27일 구자철(독일 1. 분데스리가 1. FSV 마인츠 05 소속) 선수도 검은 완장을 차고 경기에 임했고, 경기 전날 세월호에 대한 애도에 동참하기 위해 구단 공식 페이스북을 통해 영상메시지를 보냈다. PSV 에인트호번 소속의 박지성 선수도 검은 완장을 차고 경기에 임했다.
KBO(KBO)는 올해 올스타전 입장수입 중 1억원을 세월호 희생자를 위해 기부하기로 했다.

### 영화계
희생자들에 대한 애도의 뜻을 표하며 각종 행사 취소가 이어졌다. '메이크 유어 무브', '역린', '인간중독', '표적', '리오2', '도희야' 등의 영화가 공식 행사 일정을 취소했다. 전국영화산업 노동조합 위원장 등 영화계 종사자들은 사고 발생 당일인 16일 "조명탄 하나 쏘아 올리는 데에 20~40분씩 걸리는 상황이라면 영화계에서 동원 가능한 영화 조명팀과 조명탑차, 발전차, 크레인, 루나조명기 등을 최대한 동원해 야간 수색작업에 불빛을 밝혀주겠다"고 제안했다. 하지만 현장에서 제대로 조율되지 않아 17일 진도에 장비를 싣고 도착한 관계자들은 하릴없이 기다리다 되돌아왔다.

### 게임 업계
게임 업계도 각종 행사 및 홍보를 모두 중단하고 탑승자들의 무사 복귀를 기리고 있다. 넥슨은 출시를 앞둔 ‘넥슨 프로야구 마스터 2014’의 미디어데이 행사를 취소하는 한편, 게임 보도자료 배포 역시 중단하기로 했다. 이에 넥슨과 넵튠(개발사)은 ‘이번 진도 해상여객선 침몰사고로 인한 국민적 애도에 동참하고 이른 시일 내 사고 수습이 되길 바라는 간절한 마음을 담아 이번 행사를 취소하기로 결정했다’며 "사고로 인한 희생자들의 명복을 빌며, 실종자들의 무사귀환을 기원한다"고 전했다.

### 종교계
한국 천주교 주교회의에서는 공식 입장을 발표하지 않았다. 하지만 정의평화위원회는 노동절 메시지에서 '희생자들에게 삼가 애도를 표하며, 유가족들에게 하느님께서 주시는 위로의 은총'을 주시기를 바란다는 입장을 밝혔다.
개신교의 경우 한국기독교교회협의회는 '돈벌이가 생명에 우선하는 사회를 방기하고 조장'한 그리스도인의 책임을 인정하고, 동시에 대한민국 정부가 정확한 진실을 알리고 실체적 진실을 숨기지 않을 것을 요구했다. 또한 대한민국 행정에 대해 한국 사회가 철저한 감시와 '거룩한 분노'를 일으킬 것을 요청했다. 또한 한국교회연합은 '이번 사고가 인간의 탐욕과 불의에 의해 일어난 사건'이라면서 깊은 애도와 무사생환을 기원했지만, 동시에 '선원 등 90% 이상이 구원파 신자라는 보도를 보고 충격을 금할 수 없다'고 주장했다. 또한 이번 사고에서 '오대양 사건의 악몽을 떠올리지 않을 수 없다'며 정부 당국이 이번 사고와 오대양 사건을 철저히 조사할 것을 요구했다.

### 학계
세월호 참사와 관련, 전국 대학교수들은 시국선언을 했다. 전남대 교수협의회는 세월호 참사 진상 규명을 요구하며 성명을 발표했다. 청주대 민교협은 정부는 잘못된 관행과 체계에서 비롯된 적폐를 도려내고 새로운 가치를 창출하고 제도화하는데 온 힘을 쏟아야 한다고 주장했다. 강원대 교수들은 세월호 참사에 대한 정부의 책임을 묻고 진상규명과 책임자 처벌을 요구하는 성명을 발표했다. 대구대 교수들 45명은 참사의 슬픔을 보듬고 공동체적 가치를 회복하자는 성명을 발표했다. 제주지역 대학교수 모임인 진실과 정의를 위한 제주교수네트워크는 박근혜 대통령의 세월호 참사 관련 성명을 냈다.

### 기타
바다에서 조난당한 배의 이야기를 다루는 네이버 웹툰 리즌도 사고의 여파로 2주간 휴재한다고 밝혔고, 잡지 맥심 역시 5월호 발행을 보류했다.
동인지·코스프레 행사인 코믹월드측도 세월호 사고를 감안해 2014년 5월 4일부터 5월 5일까지 열릴 예정이었던 제124회 서울코믹월드를 5월 31일~6월 1일로 연기했으며, 5월 17일부터 18일까지 개최하는 부산코믹월드의 모든 이벤트 무대행사 또한 전면 취소했다.

## 피해자 가족들
사고 발생 3일(4월 18일) 오전, 실종자 가족들이 오전 전남 진도 실내체육관에서 "정부의 행태가 너무 분한 나머지 국민들께 눈물을 머금고 호소하려 한다"며 대국민 호소문을 발표했다. 또한 사고 발생 5일(4월 20일), 진도실내체육관과 팽목항(진도항)에 있는 일부 실종자 가족들이 새벽에 청와대를 항의 방문하려 했다. 이들은 박근혜 대통령의 약속과 달리 수색에 대한 진척이 없다고 했다. 한 실종자 가족은 "우리의 요구를 전달하려는데 해경청장도 전화를 받지 않고, 정부 종합상황실 책임자도 연결이 안 됐다"며 "우리가 바라보는 현재 상황은 비상사태인데 누구와도 연락이 되지 않는다. 이제 누구를 믿어야 하는지 모르겠다"고 하소연했다. 이어 "우리가 할 수 있는 것은 이제 하나밖에 없다"며 "청와대로 올라가서 서울시민에게도 알리고, 대통령에게도 보여줘야 한다. 청와대로 갑시다"고 말했다. 그러나 경찰이 이들의 행진을 저지하면서 대치 상황이 벌어졌다. 실종자 가족 중 변호사 한 명이 경찰에게 자신들을 막아선 법적근거가 무엇이냐고 묻자, 경찰은 안전문제라고 답했다. 얼마 뒤 정홍원 국무총리가 도착해 실종자 가족들을 만났으나, 항의가 계속되자 오전 3시 50분 경, 차에 올라탔다. 이에 분노한 실종자 가족들이 정홍원 국무총리의 차가 떠나지 못하게 막아섰다. 오전 5시 10분, 실종자 가족들 중 일부가 경찰의 저지선을 뚫고, 갓길로 빠져나와 서울을 향해 걸어가기 시작했다. 하지만 경찰이 다시 막아서 또 대치 상황이 벌어졌다. 얼마 뒤, 실종자 가족들은 정홍원 국무총리의 차를 막지 않고 보내주었다. 사고 발생 7일(4월 22일), 오전 10시경에는 생존자 학부모들이 안산시 단원구 고잔동 안산교육지원청 앞에서 대국민 호소문을 발표했다.
실종자·생존자·유가족 대책위(이하 대책위)는 5월 7일 기자회견 후 기자들과의 질의응답에서 "정부가 (손상된) 아이들 휴대전화를 복구하는 데 있어 지원하겠다는 제안을 지난주에 해왔지만 대책위에서 거부했다"며 "가족대책위가 해경으로부터 일괄 수거해 직접 복구하기로 결정했다"고 말했다. 이들은 정부에 실종자를 조속히 구조하고 진상조사를 철저히 할 것을 촉구하는 한편, "검찰의 수사내용과 더불어 해경·검찰이 수거한 휴대전화 수사내용도 공개해달라"고 요구했다. 가족들은 또 "가장 중요했던 사고 초기 구조작업이 이틀 이상 지연된 점 등을 철저히 진상규명해달라"고 요구하면서 ▲ 검찰의 수사내용을 가족 대책위에 공개할 것 ▲ 해경 또는 검찰이 수거한 아이들의 휴대전화에 대한 수사내용도 공개할 것을 요구했다. 이어 ▲ 철저한 사고 진상 규명을 위해 함께 행동해줄 것 ▲ 앞으로 같은 사고가 반복되지 않는 '안전한 나라'를 만들 수 있도록 모든 국민들이 함께 도와줄 것 등을 호소했다. 대책위는 "'내 아이가 안전한 나라', '단 한 명의 국민도 끝까지 책임지는 나라'는 국민들의 참여 없이는 불가능하다"며 함께 외치고 행동해줄 것을 국민들에게 부탁했다.
5월 23일, 안산의 세월호 유가족 대책위원회 10여 명이 아침 6시 버스를 타고 진도로 향했다. 이들은 "우리가 직접 보고 챙기지 않으면, 금방 엉망이 될 것 같다. 그래서 내려간다"는 말과 함께 출발했다. 진도에 도착한 가족들은 사고해역 바지선에 올라 수색 작업을 지켜보고 또 잠수사들이 건져 올린 휴대폰 등 유품 등이 가족들에게 잘 전달되는지 참관하게 된다. 그동안 가족들은 계속해서 수색작업을 참관해서 감시망을 구축해야 하는 게 아니냐 이런 의견을 계속 제시해 왔었다. 진도에 남아 있던 실종자 가족들이 정조 시간을 활용해 참관해왔지만 사고 수습이 장기화되면서 체력적인 부담이 커지자 안산에 있던 유가족들이 일종의 교대조 역할을 하기 위해 내려간 것이다.
실종자 가족들은 5월 24일 오후 진도항(팽목항)에서 기자회견을 열고 "진도군 조도면 섬 주민들이 팽목항을 이용할 수 있도록 항구 한쪽 출입로를 개방하고 가족들의 텐트 위치도 조정할 계획"이라고 밝혔다.
세월호 사고 희생자·실종자·생존자 가족 대책위원회(대책위)는 5월 28일 국회 의원회관에서 기자회견을 열고 "여야가 주장하는 모든 조사대상 및 증인(출석), 자료공개 등을 강제하는 방법을 채택하고 성역 없이 투명한 국정조사에 임하라"며 세월호 사고 진상 규명을 위한 국정조사를 즉각적으로 가동해 철저한 진상 규명에 나서라고 촉구했다. 대책위는 밤샘협상에도 여야가 국조 특위 계획서 채택에 합의하지 못한 것과 관련, "여야 원내대표들은 세월호의 선장이나 1등 항해사와 같은 행동을 하고 있다"며 "국정조사가 시작되지 않는 한 이 자리를 떠나지 않을 것"이라고 밝혔다.
사고 수습이 장기화 되면서 '수색 인력 감축 운영방안'이 고려되고 있다는 주장 이 제기된 가운데 실종자가족대책위원회는 6월 29일 오후 보도자료를 통해 "실종자 수가 줄었다고 수색구역이 적어지는 것은 아니다"며 "오히려 정밀수색을 할 수 있도록 잠수시간을 늘리는 방안을 검토해야 한다"고 주장했다. 또 "잠수인력 역시 충분하게 충원돼 잠수사들이 교대로 휴식을 취하면서 남은 실종자 11명에 대한 수색에 집중할 수 있도록 해야 한다"고 덧붙였다. 이어 "지난 27일 정홍원 총리도 실종자 가족을 방문해 수색에 총력을 기울이겠다고 약속했다"며 "잠수사들을 철수시킨다는 방안은 11명의 실종자를 포기하겠다는 것이 아닌지 심히 우려스럽다"고 강조했다. 아울러 "현재 11명이 남았다고 해서 수색을 포기해서는 안된다"며 "고통 속에서 하루하루를 힘겹게 버티고 있는 실종자 가족들을 기억해주기 바란다"고 촉구했다. 범정부 사고대책본부는 이에 대한 해명자료를 통해 "당초 해군측에서 축소 운영 방안을 제시했지만 불가한 것으로 결론을 내렸다"며 "해군의 해상경계태세 유지 및 특수대원의 피로누적 등을 고려해 현장에서 인력 및 장비를 탄력적으로 조정할 수는 있도록 하고 있다"고 밝혔다.
참사 희생자·실종자·생존자 가족대책위원회는 7월 1일 국회에서 진행 중인 '세월호 침몰사고 국정조사'와 관련, 기관장들과 국조특위 위원들이 불성실한 태도로 임하고 있다고 비판했다. "새누리당 일부 의원들은 오래 자리를 비웠고, 이재영 의원은 보고 기관의 책임소재와 무관한 얘기로 시간을 보냈다. 이완영 의원은 유가족이 지지부진한 국정조사에 분통을 터뜨리자 '경비는 뭐하느냐'며 조롱하는 태도를 보였다"고 지적했다. 대책위는 여야가 진도 현장 기관보고 실시 여부를 두고 충돌해 국정조사가 잠시 파행한 것을 두고도 "국회가 국정조사를 수행할 능력과 의지가 있는지 의문"이라고 규탄했다.
실종자 가족의 법률대리인인 배의철 변호사는 7월 1일 오후 진도군청에서 기자회견을 하고 "실종자 수색 차질을 줄이고 현장 중심의 국조를 위해 의원들이 진도에서 기관보고를 받기로 한 약속을 지키지 않았다"면서 "심재철 특위 위원장을 비롯한 여당 국조 특위 위원들이 실종자 가족을 찾아와 국민과 실종자 가족 앞에 진실하게 사과하기 바란다"고 말했다. 그는 "이미 진도에 다수의 취재진이 있고 생방송 장비 설치 등 준비가 다 돼 있는데도 여당은 '진도에 가면 취재진이 안 따라가기 때문에 국민의 관심이 없어지게 된다', '생방송이 어렵다'는 등 납득할 수 없는 이유로 가족과의 약속을 파기하고 국회의 오만한 권위를 지키려 했다"고 말했다.
국회로 올라가기 전 실종자 가족을 찾은 이주영 해수부 장관과 김석균 해경청장에 대해 배 변호사는 "두 분은 현장을 떠나게 돼 죄송하고 실종자들을 반드시 모셔 드리겠다며 목이 메어 떨리는 목소리로 말했다. 가족들의 찢어진 마음을 위로해준 것은 장관과 청장이 현장을 굳건히 지키며 우리에게 보여준 믿음과 약속"이라고 강조했다. 이어 "팽목항을 외롭게 지키는 실종자 가족들은 국민이 아니었는지 여당에 묻고 싶다"며 "국가에 대한 믿음, 국민의 대표인 국회의원에 대한 신뢰가 회복된 나라에 살고 싶다. 국회가 11명의 국민을 소중하게 여길 수 있도록 국민 여러분께서 도와달라"고 호소했다.
참사 희생자·실종자·생존자 가족대책위원회는 7월 2일부터 버스로 전국을 돌며 '세월호 특별법' 제정을 촉구하는 서명운동을 시작했다. 대책위는 이날 오전 11시 여의도 국회 앞에서 기자회견을 열고 "국회에서 진행된 국정조사'로는 진실을 밝힐 수 없다는 걸 알았다"며 "철저한 진상조사를 위해서는 특별법이 꼭 만들어져야 한다"고 순회버스를 시작하는 취지를 밝혔다. 이어 "우리는 앉아서 기다리기만 하진 않을 것이며 가만히 있으라는 말을 듣고 우리 곁을 떠나야 했던 아이들의 목소리가 돼 국민을 만나러 갈 것"라고 강조했다.
김형기 대책위 수석 부위원장은 "(세월호 참사가 발생한) 4·16 전후가 달라져야 한다"며 "다시는 성수대교, 삼풍백화점, 대구 지하철, 세월호가 사랑하는 가족을 빼앗지 않게 국민 여러분이 도와달라"고 호소했다. 전명선 대책위 진상규명분과 부위원장은 "벌써 사회는 일상으로 돌아가고 있지만 사고 이전과 달라진 건 없다"며 "4·16 전후가 달라졌다고 이야기할 수 있게 특별법을 만들어야 한다"고 주장했다. 이들은 진도항(서부권), 창원(동부권), 제주·속초에서 각각 출발해 전국 각지를 돌면서 특별법 제정을 요구하는 대국민 서명을 받은 뒤 오는 7월 12일 서울에서 만날 예정이다.
이번 참사로 아들을 잃은 두 사람의 아버지가 7월 8일 노란 리본을 묶은 십자가를 등에 지고 40여일 간의 국토 순례에 나섰다. 아직도 바다에서 나오지 못한 실종자들의 빠른 귀환을 기원하면서 여정에 나선 것이다. 단원고등학교를 출발해 진도항을 거쳐 대전까지 약 800km를 걷는 험난한 일정이다. 이들은 8월 15일 교황의 방한에 맞춰 대전월드컵경기장에서 열리는 미사에 참석하면서 여정을 마칠 예정이다. 그들은 20일만인 7월 28일 진도항에 도착했으며, 다음날 아침 10시 진도항에서 해경 함정을 타고 사고 해역으로 갔다. 이들은 세월호 침몰 지점의 약 400m 앞에서 바닷물을 길어올려 페트병에 담았으며, 두 아버지는 다음달 방한하는 프란치스코 교황에게 이 바닷물과 함께 도보순례 내내 짊어지고 온 십자가를 전달할 계획이다.
가족 대책위원회는 7월 14일 국회 본청 앞에서 세월호 특별법의 제정을 촉구하는 '단식 농성 돌입 기자회견'을 열고 "국회와 대통령은 가족대책위원회가 원하는 특별법을 제정하라"고 촉구했다. 이날 기자회견을 시작으로 세월호 참사로 가족을 잃은 유가족 10명은 국회 본청 앞에서, 5명은 광화문 등에서 각각 단식 농성을 벌인다.
이들은 "세월호 참사 가족대책위원회는 다른 이들이 세월호 참사와 같은 슬픔을 겪지 않길 바라며 '4.16 참사 진실 규명과 안전 사회 건설 등을 위한 특별법'을 만들었다"며 "세월호 참사의 성역없는 진상 규명을 위한 특별위원회는 피해자 단체가 추천하는 전문가가 절반이 돼야 하고 수사권과 기소권을 가져야만 한다"고 밝혔다. 대책위는 "우리는 국회 본청에서 노숙을 하며 유가족의 참여를 보장하라 외쳤다"면서 "그러나 새누리당은 '전례가 없고 형사사법체계를 근본적으로 뒤흔든다'며 특별위원회의 수사권을 인정할 수 없다고 한다"고 덧붙였다.
가족 대책위원회와 세월호 참사 국민대책회의는 7월 17일 서울 광화문 광장에서 기자회견을 열어 "세월호 특별법을 꼭 통과시켜달라"며 대통령 면담을 요청했다. 이들은 "새누리당이 수사권과 기소권이 포함된 특별법을 반대하는 것은 진상규명의 칼날이 청와대로 향하는 것을 막기 위한 것"이라며 "대통령은 우리를 청와대에 불러 약속한 특별법 제정이 거짓말이 아니었음을 확인해달라"고 목소리를 높였다. 세월호 특별법 제정을 촉구하며 서울 광화문 광장에서 4일째 단식 농성중인 세월호 참사 유가족들이 잇따라 쓰러져 구급대에 실려갔다. 세월호 참사 희생자·실종자·생존자 가족 대책위원회에 따르면 유가족들은 무더운 날씨 속에서 며칠째 이어진 농성으로 건강이 악화된 것으로 전해졌다.

### 피해자 가족들의 KBS 본관, 청와대 근처 농성
세월호 침몰사고 가족대책위원회 대변인인 유경근씨는 5월 8일 "논란이 된 김시곤 KBS 보도국장의 발언에 사과를 요구했는데 아무런 조치가 취해지지 않았다"며 "KBS에 들렸다가 청와대에도 갈 예정"이라고 말했다. 이 날 오후 9시께 경기도 안산 정부 합동분향소에서 희생자들의 영정사진을 떼어 낸 뒤 서울행 버스에 오른 유가족 200여 명은 오후 10시께 여의도 KBS 본관 앞에 도착했다. 유가족들은 보도 책임자 면담과 사과 등을 요구하며 방송국 내 진입을 시도했다. 유가족들은 아이의 영정사진을 품에 안고 "세월호 사고와 일반 교통사고를 비교하는 것이 말이 되느냐", "수학여행길에 올랐다가 이렇게 됐는데도 그런 식으로 보도하느냐", "김시곤 보도국장 나와라"라고 외쳤다. 한 시간 넘게 본관 진입을 시도한 유가족들은 한때 경찰과 격렬한 몸싸움을 벌이기도 했다. 경찰은 9개 중대 720여 명을 본관 주변에 배치했다. 김병권 유가족대책위 대표는 날을 넘긴 5월 9일 오전 2시 30분께 가족들에게 길환영 KBS 사장의 사과를 받는데 실패했다고 말한 뒤 "청와대로 박근혜 대통령을 만나러 가자, 박 대통령은 우릴 만나줄 것"이라고 말했다. 이에 가족들이 호응했다. 가족들은 2시 40분께 버스에 탑승해 청와대로 출발했다. 유경근 대변인은 전화 통화에서 "청와대로 가겠다고 결정하니 KBS 직원이 와서 '국장과 사장이 나와서 사과할 것'이라고 했다, 그래서 우리 유가족 대표단이 '그럼 여기서 기다리겠다'고 했지만 끝내 나오지 않았다"고 말했다.
유가족과 시민들은 5월 9일 오전 3시 50분께 청운동 주민센터 앞에 도착해 농성을 시작했다. 일부 유가족들은 차벽을 지키고 선 경찰 앞에서 길을 열어달라며 무릎을 꿇기도 했다. 세월호 사고로 숨진 단원고 학생의 한 어머니는 경찰의 바짓가랑이를 잡고 "대통령을 해코지하기 위해 온 것이 아니다, 길을 열어 달라"고 흐느꼈다. 하지만 차벽은 끝내 열리지 않았다. 유가족들은 차벽 앞에서 박근혜 정부를 성토하고 철저한 진상규명을 요구하는 발언을 이어나갔다. 김병권 유가족 대책위 대표는 딸의 영정을 들고 "우리가 범죄자도 아닌데, 경찰이 왜 이렇게 막느냐"면서 "시위하려고 온 게 아니라 박근혜 대통령에게 하소연 하러 온 것이다, 대통령을 만나게 해 달라"고 말했다. 세월호 침몰사고에서 살아남은 단원고 학생 가족 30여 명이 대통령 면담을 요구하는 단원고 희생자 가족 대열에 합류했다. 농성 대오는 점점 커지고, 경찰은 병력을 보강해 현장을 둘러쌌다.
세월호 참사 희생자 유족과 생존자 가족대책위 대표단은 그 날 오전 청와대에서 박준우 정무수석과 이정현 홍보수석을 만났지만, 끝내 박근혜 대통령과의 면담 약속을 받지 못했다. 청와대는 대신 가족대책위 대표단에게 길환영 KBS 사장이 유가족을 만날 의사가 있다는 사실을 전했다. 이 날 오후로 접어들면서 유가족과 시민들의 대열 규모는 400여 명으로 늘어났다. 길 사장은 KBS 고위간부들과 함께 청운동 주민센터에 도착, 우선 유족들을 향해 고개를 깊이 숙인 뒤, "저희 KBS로 인해 여러분 마음에 다시 한번 깊은 상처를 드린 부분에 대해 진심으로 죄송하다"고 말했다. 하지만 유족들은 "반성해라", "이상한 얘기 하지 마세요", "사표 쓰세요" 등 불편한 심기를 감추지 못했다. 길 사장은 이어 "(김시곤) KBS 보도국장의 부적절한 발언으로 인해 여러분의 마음에 다시 한번 깊은 상처를 드린 부분에 대해 지휘 감독하는 책임을 진 사장이기 때문에 진심으로 사죄의 말씀을 드린다"고 거듭 사과했다. 또 부적절한 발언으로 논란을 빚은 김시곤 보도국장이 "도의적인 책임을 지고" 사퇴를 했다는 소식을 전한 뒤, "KBS는 여러분 입장에서 마음을 헤아리면서 희생이 헛되이 되지 않도록 최대한의 노력을 다할 것을 약속드린다"고 밝혔다.
길 사장의 사과 뒤에도 "(김시곤 보도국장) 사표수리는 안 된다, 파면해야 한다"는 등의 외침이 나왔지만 '일단 사과를 받아들이고 이제부터 KBS가 어떻게 보도하는지 보자'는 가족대책위의 제안에 많은 유가족들이 박수로 동의를 표시했다. 가족대책위는 오후 3시 50분경 농성을 풀었다. 이날 새벽 유족들이 박근혜 대통령을 만나기 위해 청와대 앞에 도착한지 12시간 만이다. 박근혜 대통령은 세월호 유족들의 면담 요청을 끝내 거절했다. 이날 농성에 합류했던 시민들은 다시 자녀의 영정사진을 들고 버스를 타러 이동하는 유가족들에게 격려의 박수를 보내며 배웅했다. 눈물 짓는 유가족의 모습을 보며 따라서 눈물 짓는 시민들이 상당수 보였다. 청운동 주민센터에서 경복궁역 방향으로 영정을 든 유가족들이 걸어가자 인근 가게 종사자들도 일손을 놓고 길거리에 나와 이들을 지켜봤다.

## 타 국가의 반응

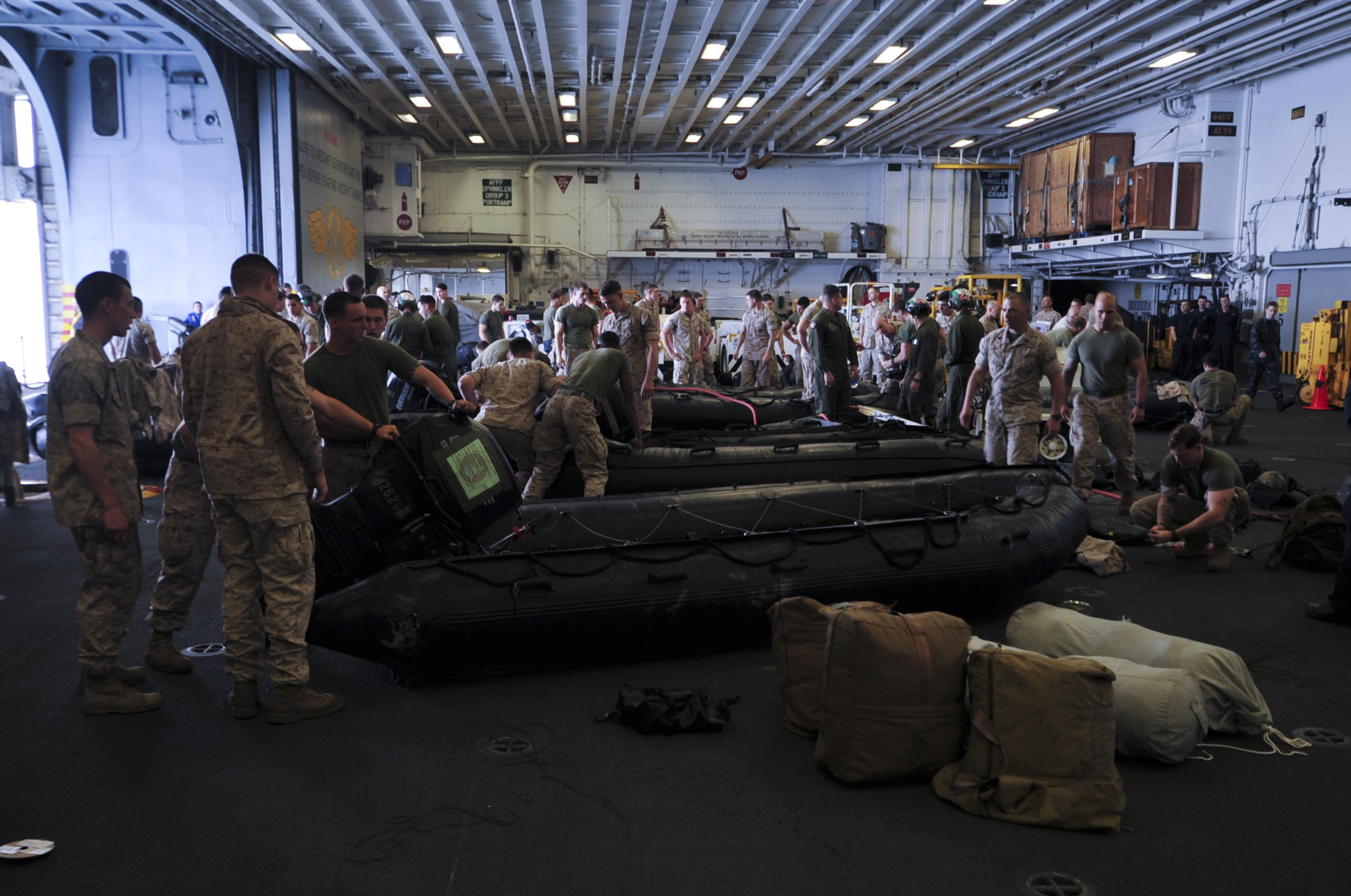
2014년 4월 16일, USS 본험 리차드에 탑승해 있는, 31 해병 원정군에 속해 있는 미국 해병. 이 해병들은 세월호 침몰 사건 구조함으로 파견되었다.

일본의 아베 신조 총리는 여객선 침몰에 대한 애도 소식을 전했다. 일본 해상보안청 지원을 타진했지만, 대한민국 해양경찰청은 제의를 거절했다. 애니메이션 포켓몬스터 xy는 24일 방송할 예정이었던 24화 "해저의 성! 수레기와 드레캄!!" 을 사정으로 인해 방송하지 않고, 25화 "소요우 짐전! 피카츄대 티고라스!!"를 24일에 방송하였다. 17일에 방송되었던 예고편에 따르면 24화는 수레기와 드래캄이 지키는 침몰한 여객선을 조사하는 스토리였다. 위성방송 WOWOW는 25일 방영할 예정이었던 영화 타이타닉을 다른 영화로 바꿔 상영하기로 결정했는데, 이 역시 한국에서 발생한 여객선 침몰사고를 고려한 결정이라고 밝혔다.
미국 버락 오바마 대통령은 구조 작업을 돕겠다고 밝혔으며, 사고 해역에 강습상륙함 본험 리처드 함 및 해병을 파견했다. 그러나 본험 리처드 함에서 파견 된 구조 헬기는 한국 해군의 승인을 얻지 못했기 때문에 구조에 참여하지 못했다. 한편, 로스앤젤레스 교민들이 세월호 참사 희생자를 추모하는 촛불 집회를 열었으며, 현지에서는 실종자 생환의 기적을 바라는 노란 리본 달기 캠페인 또한 펼쳐지고 있다. 또, 교민들이 세월호 침몰로 희생된 학생들을 기리고 정부의 부실한 대응을 전 세계에 알리기 위해 광고를 제작 중인 것으로 알려졌다. 교민들은 뉴욕타임즈에 광고를 싣기 위해 모금 운동을 하고 있으며 일부 완성된 광고 시안을 트위터를 통해 공개했다.
중화인민공화국 정부는 여객선 침몰에 대해 깊이 애도한다고 밝혔다. 화춘잉 중화인민공화국 외교부 대변인도 이에 대해 애도를 전하는 한편, 자국 국민 2명 승선사실이 확인되는 만큼 자국 국민의 구조도 당부했다.
영국 정부는 여객선 침몰에 대해 애도한다고 밝혔다. 윌리엄 헤이그 외무장관은 성명을 통해 애도의 뜻을 전하며, 가능한 모든 지원을 아끼지 않겠다는 뜻도 더불어 밝혔다. 일부 런던 시민들은 위로의 뜻으로, 한국대사관과 한국문화원 주변 인도에 꽃을 가져다 놓기도 하였다. 축구팀인 맨체스터 시티, 맨체스터 유나이티드, 첼시는 애도의 뜻을 표했다. 가수 코니 탤벗은 19일 자신의 트위터에 "슬픈 시간을 보내는 한국으로 내일 떠난다"며, "콘서트 수익금을 여객선 사고에 기부할 것"이라고 밝혔다.
프랑스 파리의 한국 교민들은 5월 1일 ‘노동자의 날’에 바스티유 광장에서 세월호 참사 희생자를 추모하며, 한국 정부를 비판하는 현수막을 들고 행진했다.
바티칸 시국의 교황 프란치스코는 17일, "이번 비극을 당한 모든 이를 위해 하느님의 위로와 평화의 은총을 간절히 바란다"며 위로의 뜻을 전했다.
외신들은 한국이 대형 선박 사고를 숱하게 겪고도 교훈을 얻지 못했다고 일제히 지적했다. 크리스천 사이언스 모니터는 경주 리조트 붕괴로 학생들이 100명 넘게 숨지거나 다친 지 몇 달도 안 돼 비극이 벌어졌다고 보도했다. 뉴욕타임스와 로이터 통신은 전쟁 때가 아닌 시기에 발생한 최악의 참사', '20년 간 한국에서 일어난 해상 사고 중 최악'이라고 전했다. 미국 외교 전문지 포린폴리시는 개발도상국에서 흔히 일어나는 여객선 침몰 사고가 21세기 한국에서 벌어졌다고 분석했다. 영국 파이낸셜타임스는 혼선과 더딘 구조 작업으로 실종자 가족들의 '슬픔이 분노로 변했다'며, 총리가 물세례를 받는 등 불신이 커지고 있다고 보도했다. 블룸버그 L.P.과 CNN, 워싱턴포스트도 정부가 상황을 제대로 파악하지 못하고 학생들이 모두 구조됐다고 발표했다가 철회하는 등 불신을 키웠다고 지적했다. 영국 가디언은 선장 이준석과 일부 승무원이 승객 수백 명을 버린 데 대해서도 실종자 가족들이 분노하고 있다고 전했다.

## 세월호 특별법
박영선 새정치민주연합 원내대표는 5월 8일 당선 기자간담회에서 "제가 해야 할 첫 일은 세월호 특별법을 만들어 통과시키는 일"이라며 5월 국회 소집 및 세월호특별법 제정을 위한 신속한 협상을 여당에 제의한 바 있다. 여야 원내지도부는 6월 30일 비공개 회동에서 현재 농해수위에 계류중인 세월호 특별법의 경우 새정치민주연합이 별도의 특위를 만들어 다뤄야 한다는 입장을 밝힘에 따라 양측 수석부대표가 이에 대한 논의를 하기로 했다. 참사 희생자·실종자·생존자 가족대책위원회는 7월 2일부터 버스로 전국을 돌며 '세월호 특별법' 제정을 촉구하는 서명운동을 시작했다.
여야가 이번 임시국회 회기 중 세월호특별법을 처리한다는 원칙에 의견을 모았다. 다만 구체적인 처리 시점과 내용을 놓고는 양측 입장이 갈려 7월 17일까지인 이번 국회 회기 중 법 처리가 가능할지는 장담할 수 없는 상황이다. 새누리당 이완구 원내대표는 7월 4일 연합뉴스와의 통화에서 "세월호 특별법을 이번 임시국회 안에 통과시키자고 박영선 원내대표와 의견을 모았다"고 말했다. 새정치민주연합 박영선 원내대표도 국회에서 열린 최고위원회에서 "어제 이완구 원내대표와 의견을 나눴는데 결론은 16일 본회의에서 세월호 특별법을 통과시킨다는 것"이라며 "여야 정책위의장이 주재하는 특별법 관련 상임위 간사단 연석회의를 바로 한다는 결론도 내렸다"고 밝혔다. 두 원내대표는 나머지 세월호 관련법도 오는 8월 임시국회에서 조속히 처리하기로 합의한 것으로 전해졌다. 다만 새누리당은 이른 시일 안에 처리한다는 원칙을 확인한 정도이고 16일 통과는 새정치민주연합에서 제안한 것일 뿐 합의까지는 이르지 못했다는 입장이어서 협의의 구속력과 범위를 놓고 양측간 해석이 엇갈리는 상황이다.
앞서 새누리당은 의원발의 입법안의 취지를 모아 지난 1일과 2일 당 특위 차원에서 마련한 '세월호 침몰사고 진상조사 특별법'과 '세월호 침몰사고 피해보상 특별법'을 각각 제출했다. 새정치민주연합은 독립기구인 세월호 참사 조사위원회 설립 등을 골자로 한 '세월호 참사 진상규명 및 피해자 지원 등에 관한 특별법'을 이날 발의한다. 양당안 모두 국회의원과 희생자 유족, 민간 전문가 등이 참여하는 독립된 지위의 조사위원회를 구성해 진상 조사를 진행하도록 하는 등 큰 틀에서 골격은 비슷하다. 다만 새누리당은 별도의 세월호사고보상심의위원회를 구성해 피해 보상을 총괄하도록 하자는 입장인 반면 새정치민주연합은 특별조사위원회가 피해자 지원 대책까지 책임지도록 한 점이 다르다. 또 야당안은 세월호 피해자를 '세월호 의사상자'로 지정해 이에 해당하는 예우를 갖추도록 했고 여당에서는 의사자 인정은 곤란하다는 입장이어서 이에 대한 의견 조율도 필요하다. 법 처리 절차 역시 새누리당은 현재 법이 계류중인 농림축산식품해양수산위원회에서 논의하자는 방침이지만 새정치민주연합은 별도 특위를 구성하자고 주장해 거리가 있다.
주호영 새누리당 정책위의장과 우윤근 새정치민주연합 정책위의장은 7월 11일 주례회동 직후 국회 정론관에서 공동 브리핑을 갖고 “단원고 3학년 학생들이 입시 준비를 못하고 있다. 또 세월호 참사 피해자의 형제자매 중 고3인 경우가 몇 분 있다”며 “이분들의 정원 외 입학을 위한 법 개정 시급하다."고 말했다. 더불어 양당 정책위의장은 세월호 특별법(세월호 참사 진상규명 및 피해자 지원 등에 관한 특별법안 등)의 조속한 입법을 위해 태스크포스(TF)를 발족하기로 합의했다. 남은 과제는 법안 정리다. 현재 여야가 발의한 법안과 세월호 희생자 가족들이 요구하는 법안은 조사위원회에 수사권을 부여하는 문제를 놓고 차이를 보인다. 새정치민주연합 측 법안과 실종자 가족들의 요구간 결정적 차이는 조사관의 기소권 유무다. 새정치민주연합은 조사위의 수사권을 주장하면서도, 실종자 가족들의 요구에는 난색을 표하고 있다. 우 의장은 이날 브리핑 직후 기자들과 만나 “유족들의 의견을 80% 정도 수렴했다고 생각한다. 다만 유족 측에서 조사위에 특검 권한을 요구하고 있는데, 이는 이례적인 경우다. 특검도 예정돼 있고, 검찰도 수사하고 있는데, 조사위에 특검 권한을 주면 검찰 수사만 세 번을 하는 상황이 생긴다"고 말했다. 이어 “특검을 안 하고 조사위에 특검 권한을 주는 것도 가능하지만, 조사위는 범죄만 수사하는 게 아니라 정부의 재난 대응체계, 관피아 문제 등을 포괄적으로 조사하기 때문에 시간이 오래 걸린다는 애로가 있다”고 덧붙였다. 이밖에 정당별 입장과 법안을 정리하는 문제도 시급하다.
여야 '세월호 사건 조사 및 보상에 관한 조속 입법 TF(태스크포스)'는 7월 13일 오후 국회에서 제3차 회의를 개최했다. 그러나 특별법에 따라 구성될 조사위원회에 수사권 부여 여부, 조사위의 인적구성, 특별법에 국가배상책임 명시 여부 등에 대한 이견으로 팽팽한 줄다리기를 계속했다. 새누리당은 상설특검 발족이나 검찰총장으로부터 독립된 지위의 특임검사를 도입해 조사위와 긴밀한 협의하에 수사를 진행하는 방식을 제시했다. 반면 새정치민주연합은 조사위 안에 검사나 특별사법경찰관을 둬 수사권 부여를 요구하고 있다. 새누리당은 위원회에 수사권을 부여한 전례가 없을 뿐 아니라 형사사법체계의 근간을 흔드는 것이라고 주장하고 있고, 새정치민주연합은 조사권의 실질화를 위한 최소한의 대안도 새누리당이 제시하지 못하고 있다고 비판했다. 새정치민주연합은 특별법에 국가의 배상책임을 명시하자고 주장하고 있고, 새누리당은 법률상 전례가 없고 유병언 전 세모그룹 회장에 대한 구상권 행사에 제약이 될 수 있다며 맞서고 있다. 다만, 여야는 조사위원회의 활동 기한에 대해서는 가닥을 잡아가는 것으로 알려졌다. 새누리당은 6개월(필요시 6개월 연장), 새정치민주연합은 1년(필요시 1년 연장), 유가족들은 3년을 제시한 가운데 절충점을 찾아가는 것으로 전해졌다. 여야가 핵심 쟁점에 대해 이견을 좁히지 못함에 따라 당초 목표인 오는 16일 본회의에서의 특별법 처리가 불투명한 것 아니냐는 우려가 나오고 있다.
새누리당 김무성 대표와 이완구 원내대표, 새정치민주연합 안철수 공동대표와 박영선 원내대표가 7월 16일 세월호 특별법 제정을 위한 '담판 회동'을 가지고 세월호 특별법의 쟁점 사항들을 논의했지만 이견을 좁히지 못했고 회동은 1시간 30여분 만에 결렬됐다. 하지만 여야 지도부는 조만간 다시 만나기로 해 협상 타결 가능성을 열어뒀다. 여야가 특히 이견을 좁히지 못하는 부분은 세월호 특별법 상 진상조사위원회에 수사권을 부여할지 여부다. 여당은 진상조사위에 수사권을 부여하는 것은 형사사법체계를 근본적으로 흔들 수 있다며 반대하고 있고 야당은 조사권만 갖는 진상조사위만으로는 진상 규명에 한계가 있다고 주장하고 있다. 여당은 진상조사위의 수사권 부여를 제외한 야당의 모든 주장은 받아줄 수 있다며 '그것만은 안 된다'는 입장이고, 야당 측에선 '그것이 핵심'이라며 절대 양보할 수 없다는 입장이다. 한편 이날 회동이 진행되던 때 국회 본청 입구에서는 세월호 특별법의 조속한 처리를 요구하며 농성 중이던 세월호 유가족들의 국회 출입을 경찰이 저지하자 이에 유가족들이 항의하면서 큰 소란이 빚어졌다.
여야가 합의했던 6월 임시국회 회기내 세월호 특별법 제정이 사실상 무산됐다. 여야는 임시국회가 종료되는 7월 17일까지 세월호 특별법에 따라 설치되는 진상조사위의 수사권 부여와 위원 추천 방식 등 핵심 쟁점에 견해차를 좁히지 못한 것으로 전해졌다. 새누리당과 새정치민주연합 의원으로 구성된 '세월호 사건 조사 및 보상에 관한 조속 입법 TF(태스크포스)'도 쟁점에 평행선을 달리자 이날 오후 예정됐던 회의를 취소했다. 이로써 세월호특별법의 처리는 7월 국회로 이월될 전망이다.
이런 가운데 새정치민주연합 소속 TF 위원들은 국회에서 기자회견을 열어 "새누리당 지도부의 전향적인 결단이 없는 한 TF에서의 논의는 중단하겠다"고 밝혔다. 여야 대표와 원내대표간 '4자 회담'을 통해 남은 시간 동안 타결을 이룰 가능성도 희박해 보인다. 이에 따라 여야는 이날 늦게 또는 18일 임시국회 소집요구서를 다시 제출해 내주부터 협상을 재개할 계획이지만 논의 과정에 진통이 예상된다. 특히 7·30 재·보궐선거를 앞두고 여야간 힘겨루기가 팽팽해 특별법 통과는 이달을 넘길 것이라는 전망도 제기된다.
새정치민주연합은 사안의 심각성을 고려해 국회 국정조사에서의 증인 동행명령권에 더해 수사권까지 부여할 것을 요구하고 있지만, 새누리당은 수사권까지는 줄 수 없다며 완강히 반대하는 것으로 전해졌다. 이와 관련, 새누리당은 사법 체계를 무너뜨릴 수 있는 수사권 대신 상설 특검을 발동하거나 특임검사를 임명하자는 입장인 반면, 새정치민주연합은 특수사법경찰권을 둠으로써 여당의 우려를 불식시키고 실질적인 조사도 가능하다고 맞서고 있다. 다만 세월호 TF는 조사위원회의 구성 절차, 피해자 보상 및 배상을 위한 심의·지급 절차, 피해자 지원 대책 등에는 잠정 합의를 도출한 것으로 알려졌다.
새정치민주연합 김한길 공동대표는 7월 24일 "참사의 책임이 가장 큰 집권세력은 진실을 위한 특별법을 거부할 자격이 없다"고 밝혔다. 김 공동대표는 이날 오전 국회에서 정책조정회의를 열고 "참사 100일이 지났지만 아무것도 바뀌지 않았다. 성역없는 진상조사를 위한 특별법은 청와대와 새누리당에 의해 가로막혀 있다"며 이같이 말했다.
김 공동대표는 "청와대와 새누리당은 수사권을 줄 수 없다고 고집하고 있다. 유병언 수사에서 확인하듯 검찰과 경찰의 수사권만 믿고 있다간 어느 세월에 세월호 진실 밝힐 수 있겠냐"며 "청와대와 새누리당은 도대체 무엇이 두려운 것인가"라고 반문했다. 그러면서 "세월호 참사가 있은 4월 16일 박근혜 대통령이 사고를 인지한 시점으로부터 무려 7시간동안이나 어디서 무엇을 하고 있었는지 국민은 알권리가 있다"고 지적했다.
새누리당 이완구 원내대표는 7월 24일 오전 국회에서 열린 최고위원회의에서 "세월호 사건이 정치적으로 이용돼서는 안 된다는 점을 유념하면서 세월호 특별법이 사회에 미치는 영향과 법적 시비를 면밀히 고려하되 유가족 입장을 충실히 반영하는 선에서 빨리 협의를 마치겠다"고 밝혔다. 그는 "우리 사회가 슬픔과 교훈을 통해 무엇을 바꾸며 어떻게 달라졌는가. 반성과 성찰의 마음이 크기만 하다"며 "국회에서 세월호 특별법이 처리되지 않아 국민들에게 대단히 죄송하다"고 밝혔다.
다만 그는 "지금까지 논의됐던 것을 보면 보상 문제가 새롭게 어제 제안됐다. 이와 관련해 김영란법, 유병언법 등이 있는데 야당이 법안소위 복수화 등을 또 들면서 여러가지가 쉽지 않다. 대단히 유감"이라고 밝혔다. 그는 이어 "세월호 사태는 기본과 원칙을 지켜야 한다는 뼈아픈 교훈을 안겨주고 있다. 기본이 흔들리면 안 된다"며 "특별법, 법안소위 복수화 문제 등 여러 가지 현안들은 헌법 질서와 사법체계의 근간이라는 기본과 원칙 안에서 입법되고, 이에 따른 부작용은 없어야 한다"고 강조했다.
한편 세월호 특별법과 관련해 여야 정책위의장과 세월호 사건 조사 및 보상에 관한 조속 입법 태스크포스팀(TF)팀 간사들은 전날에 이어 이날 오후 4자 회담을 갖고 합의를 시도할 계획이다.

#### 특별법에 관한 의혹
유가족들이 먼저 '피해자 전원 의사자 지정'을 제안했는가?
유가족들은 세월호 피해자 전원을 의사자와 의상자로 지정해달라는 요청을 공식적으로 정치권에 제안한 적이 없다. 세월호 사고 가족대책위가 대한변호사협회와 함께 마련해 청원한 '4·16 참사 진실규명 및 안전사회 건설 등을 위한 특별법안'에도 관련 내용은 포함되지 않았다. 피해자들을 의사상자로 지정한다는 취지의 내용은 새정치민주연합이 지난 7월 3일 발표한 '세월호 참사 진상규명 및 피해자 지원 등에 관한 특별법안'에 담겼다. 전해철·부좌현 의원이 공동발의한 이 법안에는 "세월호 희생자 전원과 피해자를 '의사상자'로 인정해 예우해야 한다"라고 명시됐다.
일부 누리꾼들은 유가족들의 요구에 따라 새정치민주연합이 의사자 지정을 법안에 포함시킨 것이라고 주장한다. 근거는 지난 5월 새정치민주연합 세월호 특별법 준비위원회가 발표한 브리핑 내용이다. 당시 전해철 의원은 사고 피해 지원 총론을 설명하면서 "세월호 의사상자 지정 부분은 유가족들이 매우 강력하게 요구하고 있는 사안이기도 하다"라고 말했다. 전해철 의원은 이를 두고 7월 15일 국회 정론관에서 기자들과 만나 "가족들이 얘기한 건 의사상자 지정이 아니라 진상규명을 통한 명예회복이었다"라면서 "현행법상 명예를 존중하는 방안은 '의사상자에 관한 법률'에 따른 조치뿐이라 법안을 준비하면서 의사상자라는 호칭을 언급하게 된 것이다, 유족들이 이를 요구한 건 아니다"라고 말했다.
의사상자 지정을 두고 논란이 일자, 세월호 특별법 여야 태스크포스(TF)는 기존 의사상자와의 혼선을 방지하기 위해 세월호 사고 피해자들을 '4·16국민안전의인'으로 별도 지정해 명예를 예우하기로 잠정 합의했다. 전 의원은 "의사상자 지정이 보상에 집중돼 있다면, 4·16국민안전의인 지정에 따른 조치는 명예회복에 방점이 찍혀 있다"라고 설명했다.
단원고등학교 학생들이 '대학 특례입학'을 요구했는가?
단원고 학생을 위한 '대학 특례입학' 방안 역시 가족대책위 청원 특별법안에서는 언급조차 되지 않았다. 국회의원들에게 먼저 요구한 적도 없다는 게 유족들의 증언이다. 세월호 피해 학부모는 <오마이뉴스>와 한 통화에서 "교육청이나 정치권에서 흘러나오는 특례입학 얘기 때문에 진상규명을 지지하는 여론이 돌아설까 걱정된다"고 말했다.
이런 가운데 국회 교육문화체육관광위원회는 7월 15일 유은혜 새정치민주연합 의원과 김명연 새누리당 의원의 대표발의안을 병합 심사해 '세월호 침몰사고 피해학생 대입지원 특별법안'을 의결했다. 피해를 입은 학생의 대입 지원을 위해 '정원 외 입학' 근거를 마련한다는 게 법안의 핵심 내용이다. 유은혜 의원은 "피해학생 대입지원 특별법안을 두고 '피해 가족 학생들에게 무조건적으로 특혜를 준다'는 쪽으로 소문이 나 안타깝다"며, "참사 이후 성적이 급격 하락해도 내신 성적 수준에 맞게 대학 원서를 넣을 수 있도록 지원하는 게 법안의 골자"라면서 "단원고 3학년은 무조건 명문대에 진학할 수 있도록 하거나 입학을 강제하는 내용이 절대 아니다"라고 강조했다. 그는 "국회가 국가적 참사 피해자들을 치유하는 차원에서 먼저 기본 조치를 취한 것"이라 말했다.
'보상' 때문에 특별법 제정 서두른다?
가족대책위가 청원한 특별법안에는 보상과 관련해 '국가 책임의 원칙' 정도만 언급된 정도다. 실제로 유가족들은 정부와 보상 문제를 두고 공식 논의조차 시작하지 않았다. 유경근 가족대책위 대변인은 "피해에 따른 보상은 당연한 조치이지만, 지금은 그게 중요한 게 아니기 때문에 관련 협상을 하지 않겠다고 선을 그어둔 상황"이라고 말했다. 현재 유족들이 '1순위'로 요구하는 부분은 진상규명이다. 향후 세월호 진상조사위원회가 독립적으로 사고 원인 등을 규명할 수 있으려면 '조사권'과 기소권'을 특별법에 명시해야 한다는 게 이들의 주장이다.
유 대변인은 "우리 아이들이 왜 죽었는지부터 밝혀달라고 했지 언제 돈 달라고 한 적 있느냐"라며 "유족들이 원하는 진상규명 조치부터 제대로 마련해주기만을 간절히 바라고 있다"라고 강조했다.